# San Benedetto del Tronto
Pour les articles homonymes, voir Tronto (homonymie).

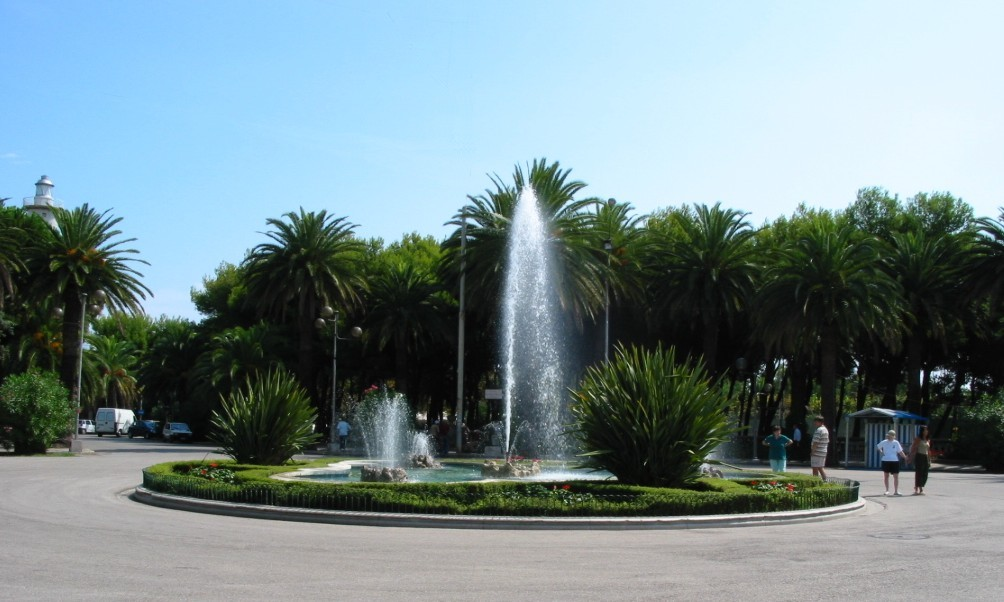
San Benedetto del Tronto.

San Benedetto del Tronto est une ville italienne d'environ  47 500 habitants, située dans la province d'Ascoli Piceno, dans la région des Marches en Italie centrale. Située le long de la côte sud de l'Adriatique des Marches, à l'embouchure du fleuve Tronto, c'est un important centre touristique et un port de pêche de la Riviera delle Palme.

## Géographie
San Benedetto del Tronto s'élève sur les rives de la mer Adriatique ; l'établissement d'origine s'est développé sur un modeste relief non loin de la mer, où se trouve l'ancien noyau urbain appelé « Paese alto », au pied duquel, le long du cours de l'Albula, se développe l'établissement de la partie plus récente appelée « Marina ». Avec la forte expansion urbaine, qui a eu lieu entre les années soixante et soixante-dix, a eu lieu une augmentation de la zone urbaine s'étendant entre les fleuves Tesino et Tronto.

### Territoire
C'est la ville côtière la plus méridionale de la région des Marches. Les frontières naturelles au sud (fleuve Tronto) et à l'est (mer Adriatique) sont bien définies alors que celles au nord et à l'ouest ne sont pas aussi identifiables. La forte expansion urbaine dans le territoire étroit entre la mer et les collines ne permet pas une lecture facile des limites de la ville. Le territoire municipal s'étend sur 25,41 km2 et a une conformation de colline côtière, avec une altitude comprise entre 4 et 283 m dans le district de Barattelle, et s'étend sur 9,3 km le long de la côte du Moyen Adriatique, dont 1,7 km dans la zone naturelle protégée de Sentina. C'est la municipalité qui a la plus forte densité de population dans la région des Marches.

Vue panoramique de San Benedetto del Tronto depuis la tour des Gualtieri.

Classification sismique : zone 3 (sismicité moyenne-faible).

### Climat
San Benedetto del Tronto jouit d'un climat méditerranéen particulièrement doux, avec des hivers doux (environ 7 °C de moyenne saisonnière) et des étés chauds mais pas étouffants (environ 23 °C de moyenne saisonnière). La température moyenne annuelle est d'environ 15 °C, tandis que les précipitations se situent généralement entre 700 et 800 mm.
| San Benedetto del Tronto          | jan. | fév. | mars | avril | mai  | juin | jui. | août | sep. | oct. | nov. | déc  | Année |
| --------------------------------- | ---- | ---- | ---- | ----- | ---- | ---- | ---- | ---- | ---- | ---- | ---- | ---- | ----- |
| Température moyenne(°C)           | 6,2  | 7,4  | 9,8  | 13,2  | 17,2 | 21,3 | 24,0 | 23,6 | 20,6 | 16,3 | 11,8 | 8,2  | 15,0  |
| Température moyenne minimale (°C) | 3,0  | 3,8  | 6,0  | 9,0   | 12,8 | 16,8 | 19,0 | 18,7 | 16,1 | 12,3 | 8,5  | 4,9  | 10,9  |
| Température moyenne maximale (°C) | 9,4  | 11,1 | 13,7 | 17,5  | 21,6 | 25,9 | 29,0 | 28,6 | 25,2 | 20,3 | 15,2 | 11,5 | 19,1  |
| Précipitations (mm)               | 63   | 52   | 63   | 60    | 51   | 51   | 42   | 56   | 71   | 82   | 86   | 80   | 757   |

- Classification climatique : zone D[9].

### Rivières et torrents
- Tronto
- Albula
- Ragnola
- Acquachiara

## Origine du nom
Au cours des siècles, divers toponymes ont été utilisés pour désigner l'origine du nom, de San Benedetto in Albula à San Benedetto nella Marca. En 1862, pour la distinguer des autres localités homonymes du nouveau royaume d'Italie, elle a été baptisée San Benedetto del Tronto. Le nom provient d'un saint, le martyr Benoît. À l'époque de Dioclétien, un soldat romain s'est déployé dans la garnison militaire pour défendre la ville de Cupra Marittima. Ayant refusé que les dieux n'abjurent pas la foi chrétienne, il fut martyrisé sur le pont du ruisseau Menocchia, sa tête fut coupée et son corps jeté à la mer, c'était le 13 octobre 304 après J.-C. La légende veut que dans la mer la tête soit réunie au corps, flottant il va vers le sud escorté par une flotte de dauphins, arrivé à la hauteur du miroir de la mer, l'ordiena San Benedetto, le corps est arène sur le rivage. Le lendemain matin, un fermier voit les dauphins et le corps du martyr. Il est consterné, appelle les gens, charge le corps du martyr sur une charrette et le transporte sur la colline où il est enterré dans une catacombe sur le site de laquelle a été construite au XVIIIe siècle l'actuelle église abbatiale San Benedetto Martire. Elle coïncide avec celle sur laquelle a été construite la première église paroissiale de San Benedetto, et qui est le lieu de naissance de San Benedetto del Tronto.

## Histoire

### Origines
On sait en fait peu de choses sur les origines de San Benedetto del Tronto. Elles ont toujours été datées du XIIe siècle mais, à l'été 2011, lors de certaines découvertes archéologiques faites dans Paese Alto, de nombreuses pièces datant de l'époque romaine ont été découvertes, dont un bassin, une mosaïque de carreaux blancs avec des cadres noirs et un coin de mur d'un bâtiment avec des fresques murales rouges typiques de la phase décorative romaine datant de l'époque néronienne ou flavienne, entre la première moitié du ier siècle av. J.-C. et la première moitié du ier siècle apr. J.-C.. Ces découvertes remettent en question ce que l'on savait sur les origines réelles de San Benedetto. On pensait autrefois qu'il s'était élevé sur le site de l'ancienne ville de Truentum (ville fondée par les anciens Liburniens), puis du Castrum Truentinum, aujourd'hui identifié au site archéologique fouillé à l'embouchure du Tronto dans la ville de Martinsicuro.
Il n'y a donc aucune certitude quant à l'origine et, dans l'attente d'autres études sur les résultats, nous continuons à accréditer l'hypothèse d'un noyau construit autour d'une église qui aurait abrité les restes de San Benedetto Martire, un soldat romain martyrisé dans l'ancienne Cupra (plus tard Cupra Marittima). Du noyau habité de San Benedetto, défini comme Plebs Sancti Benedicti in Albula, du nom du saint patron et propriétaire de l'église du même nom, ainsi que du ruisseau qui le traverse encore, il y a des traces de l'année 998 dans un acte relatif à l'investiture au profit des saints Vincenzo et Anastasio sur le territoire d'Acquaviva Picena par Uberto, évêque de Fermo.
En 1105, le pape Pascal II a confirmé le monastère de San Benedetto al Tronto in Oderisio, abbé de Montecassino et encore en 1112, avec une autre bulle pontificale envoyée au nouvel abbé Gerardo.
Le premier changement significatif d'implantation a eu lieu en 1145 lorsque les seigneurs Azzo et Berardo di Gualtiero ont obtenu de l'évêque Liberto di Fermo la permission de construire un castrum sur la colline où se trouve l'église paroissiale.

### Moyen Âge
Objet de la rivalité entre les villes d'Ascoli Piceno et de Fermo, la cité a été pendant des siècles âprement disputée par les deux rivaux. En 1463, Fermo chargea le frère Giacomo della Marca de se prononcer comme arbitre en la matière et de résoudre les différends séculaires entre les deux villes. Le 3 juillet 1463, le frère Giacomo della Marca rendit son jugement assignant à Monteprandone la partie inférieure de San Benedetto, correspondant aujourd'hui au territoire situé au sud du torrent Ragnola, garantissant ce débouché maritime stratégique pour les habitants d'Ascoli Piceno et annexant à la juridiction de Monteprandone ce Montecretaccio sous lequel le port susmentionné (Porto d'Ascoli) devait être construit, mais ne le fut jamais.
En 1478, une épidémie de peste, apparemment provoquée par les Turcs, dévaste le territoire de San Benedetto, décimant la population à tel point qu'en 1491, la ville étant restée presque inhabitée, à l'initiative de la municipalité de Fermo, qui en détenait alors la juridiction, il fut décidé de donner la faculté à certains réfugiés d'Imola de s'y installer, en leur octroyant des terres en emphytéose.

### Sous l'État papal
Pillages et dévastations à diverses époques caractérisent également le XVIe siècle pour lequel le commune, bien que d'importance stratégique, ne pourra se développer qu'après avoir retrouvé une certaine tranquillité. En 1615, il existe des preuves d'une première expansion hors des murs, vers la mer, avec la construction d'une petite église dédiée à la Madonna della Marina en correspondance avec le lieu où se trouve aujourd'hui la place Cesare Battisti, près de l'ancien Hôtel de Ville. Construit sur la côte déserte le long de la Via Litoranea, sur le trajet qui menait de la Porte Sud à la plage, en dehors des murs de l'ancien village.

### XIXesiècle

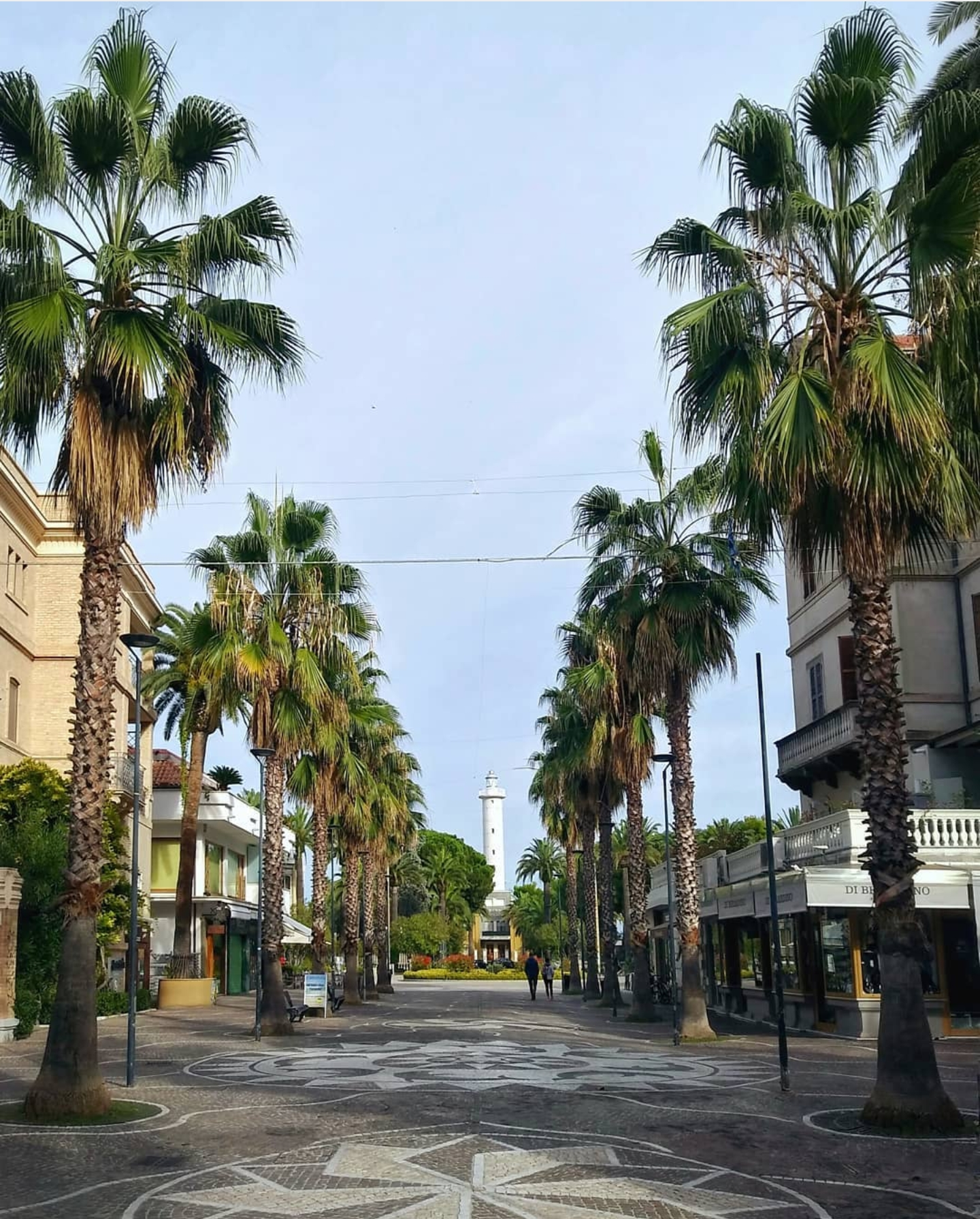
Un aperçu du Viale Secondo Moretti, qui représente aujourd'hui le véritable centre-ville, une rue nommée d'après l'ancien maire de San Benedetto del Tronto (1871-1882).

Le développement démographique du Castro Sancti Benedicti et, après 1860 par décret royal, de San Benedetto del Tronto, ressemble à celui de nombreux autres centres de la côte adriatique, où l'immigration joue un rôle décisif,  rendues nécessaires pour le repeuplement à la fin du XVe siècle et qui se poursuivent jusqu'à nos jours de façon significative, les rafles et les prises barbares, les rapports avec les populations transadriatiques, les épidémies, l'émigration massive qui s'ensuit vers d'autres lieux en Italie et à l'étranger, certaines avec des caractéristiques spécifiques liées aux métiers de la mer.
San Benedetto del Tronto, à travers ces phénomènes, apparaît comme une véritable « tête de pont » où l'on débarque avec des bateaux où l'on vient des villages de l'intérieur et où l'on s'installe, peut-être pour partir sur d'autres rivages, mais en laissant toujours des traces de ces apports démographiques. Cela a été particulièrement important depuis le XVIIIe siècle, lorsque la pêche était une attraction et que le réseau routier côtier, rendu plus facile et plus sûr, en a fait une jonction entre les États pontificaux et le royaume de Naples.
Le XVIIIe siècle est le siècle où la population de San Benedetto del Trontp a commencé à quitter le quartier surpeuplé du Castello après avoir envahi avec de nouvelles constructions l'espace de respect des murs fortifiés et parfois contourné ceux-ci vers les jardins en contrebas, accompagné par l'expansion le long et en contrebas de la route « Lauretana » (alors route nationale 16) et ensuite du « paiarà » (nom de lieu du premier établissement développé sur les terres prises sur la mer, qui doit sa signification à ces maisons construites avec de la paille mélangée à l'argile).
Le reste du territoire du port de plaisance est encore inhabitable en raison des marais qui s'y sont formés avec le recul de la côte et la campagne ne voit que de rares fermes. Plus tard, avec la relative conquête et récupération des terres pour la marine, une bonne partie des quelque 5000 âmes qui composaient la population de San Benedetto del Tronto en 1850, vivaient déjà en majorité dans le quartier de la Marina qui enrichit la nomenclature des quartiers en la faisant passer de neuf à douze.
Ce sont surtout les pêcheurs, les calfats, les poissonniers et les porteurs de la marine qui, pour un plus grand confort professionnel, s'installent en bas de la route appelée Lauretana. Le centre social, civil et par conséquent économique n'est plus identifiable à l'intérieur des murs du château, où la plupart des habitants sont maintenant quelques artisans avec leurs boutiques, des riches et quelques propriétaires de terres agricoles. Quelques marins vivent encore dans le quartier de Castello, mais c'est une exception pour la majorité qui occupe l'espace sous les murs de l'est.
En 1763, il y a eu la première intervention urbaine organisée par l'ingénieur Paglialunga da Fermo, en 1851 la ville ne comptait que 5 351 habitants (recensement de l'État pontifical). En 1860, avec l'invasion piémontaise par les chasseurs des Alpes, la ville est passée de l'État pontifical à l'État italien. En 1863, la construction de la ligne de chemin de fer adriatique a constitué un passage historique pour l'ensemble du territoire. Au cours de ces mêmes années, les premiers établissements de bains ont ouvert et l'administration du maire Secondo Moretti a défini la vocation touristique de la ville de San Benedetto en 1896, année où le décret royal a accordé à San Benedetto l'attribut del Tronto,.

### XXesiècle
La construction du port de pêche a commencé en 1907 et sa dernière extension a eu lieu en 2000. En 1912, le premier bateau de pêche à moteur d'Italie, le San Marco, a été mis à l'eau selon les plans de Francesco Sciocchetti.
En 1928, par un décret ministériel, San Benedetto del Tronto a obtenu la reconnaissance comme station de soins, de séjour et de tourisme, la première station balnéaire de la région des Marches et de toute la côte adriatique.
En 1935, après de nombreuses tentatives au cours des années précédentes, un décret royal annexe Porto d'Ascoli, jusqu'alors un hameau de Monteprandone, pour des raisons de commodité territoriale, car San Benedetto del Tronto est en pleine expansion et a besoin d'espace. En 1961, Porto d'Ascoli a été officiellement incorporé au noyau urbain de San Benedetto : l'ISTAT, à l'occasion du Xe recensement, l'a considéré comme faisant partie intégrante du chef-lieu municipal et non plus comme son hameau ; le centre conserve toutefois sa spécificité de quartier.
Le 18 juin 1944, après 144 bombardements aériens et six bombardements navals qui ont dévasté la ville pendant la Seconde Guerre mondiale, San Benedetto del Tronto a été libéré.

## Monuments et patrimoine

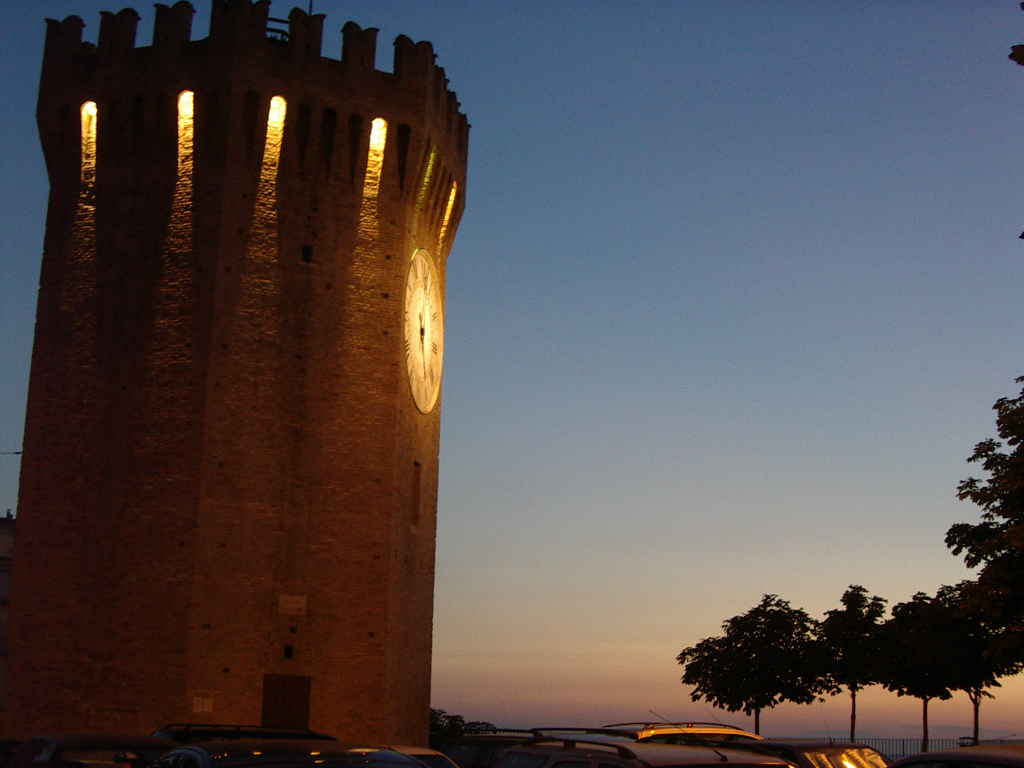
Tour des Gualtieri.

### Architecture historique et militaire
- Tour Gualtieri (ou Torrione) - Plus correctement appelée « Mastio della Rocca » et plus populairement connue sous le nom de « Torrione » (lu Turriò ou lu Campanò), elle est peut-être l'élément le plus représentatif de la ville, se détachant des hauteurs de la Ville Haute pour dominer toute la ville. Elle a été réalisée dans les vingt dernières années du XVe siècle à la suite d'une restructuration des murs de la ville après l'un des nombreux conflits entre Ascoli Piceno et Fermo, vraisemblablement par la famille Gualtieri qui, vers l'année 1145, a commencé la reconstruction du château (au-dessus des ruines de l'ancienne église paroissiale qui est tombée en ruine aux mains des pirates turcs qui ont pillé la côte ou des invasions barbaresques), qui s'est terminée environ trois siècles plus tard avec la construction de cette tour[20]. La tour, de hauteur relativement modeste (20 m), de plan hexagonal aplati, est entièrement en brique, possède une horloge sur la face tournée vers la mer et un créneau supérieur réalisé lors de la restauration de 1901 sur un projet de l'architecte Giuseppe Sacconi. L'intérieur est divisé en quatre niveaux avec une toiture voûtée (canon à cuspide pour les deux premiers niveaux)[21].
- Tour Guelfa - Elle est située à côté d'une villa privée et peut être vue depuis la SS 16 à Porto d'Ascoli. Il s'agit d'une tour défensive à base carrée datant du XIVe siècle, avec un ouvrage saillant composé de chevilles et de plomberie. Constituée de maçonnerie en pierre sèche avec des revêtements extérieurs et intérieurs en brique, elle faisait partie d'une forteresse composée de deux grandes tours, sept tours avec soixante-dix créneaux, reconstruite par la ville d'Ascoli Piceno après 1348, puis détruite par Gentile da Mogliano, seigneur de Fermo.
- Caserne Guelfa - Elle est située le long de la route nationale 16, près de l'intersection avec la Via Mare, la rue principale de Porto d'Ascoli. C'est un bâtiment fortifié de plan quadrangulaire du XVIe siècle.

### Architecture religieuse

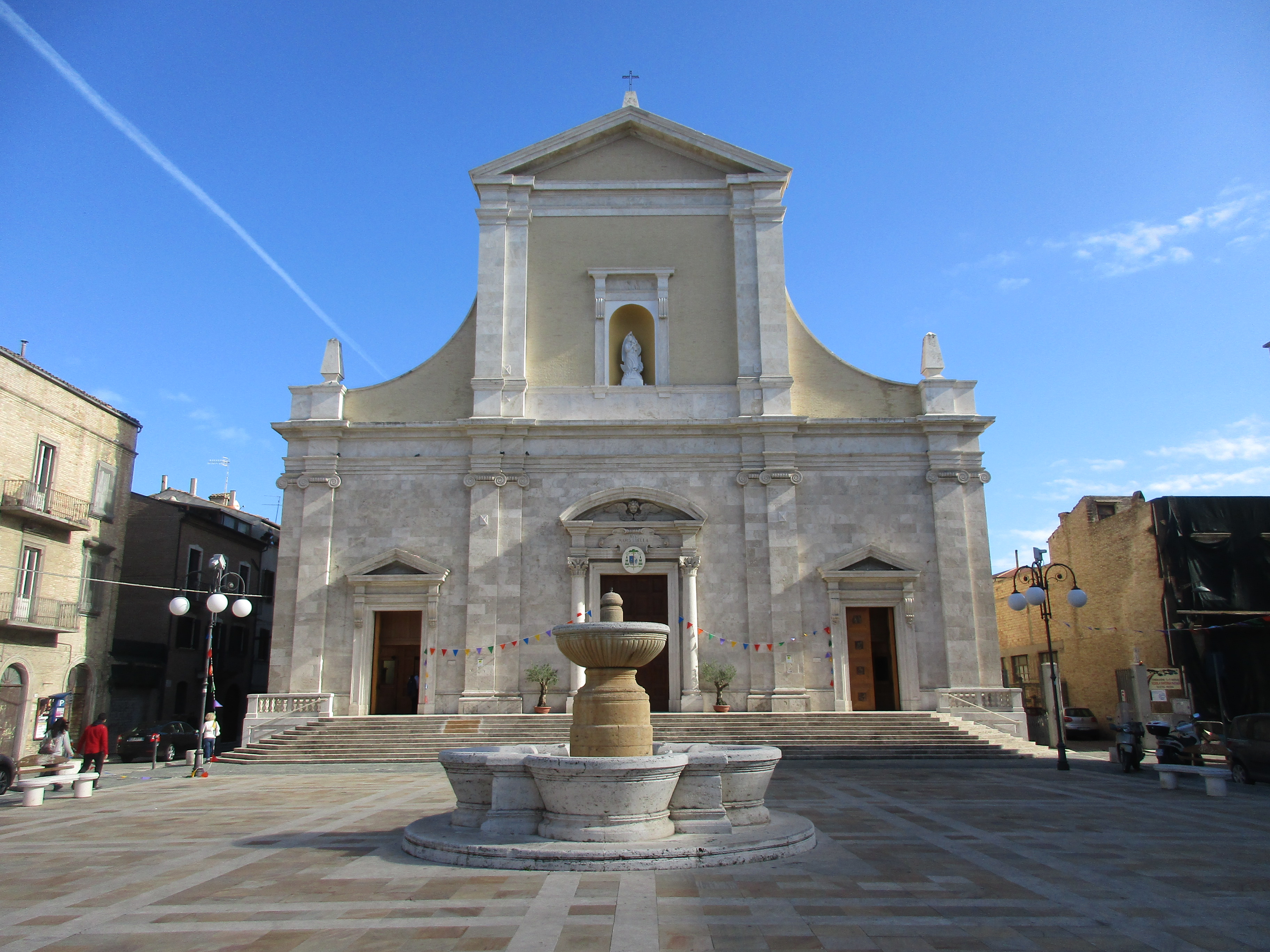
Cathédrale de Santa Maria della Marina.

- Cathédrale de Santa Maria della Marina - Érigée par la municipalité en 1615, en l'honneur de la Madonna della Spiaggia, elle fut le premier bâtiment à sortir des murs de l'ancien village.

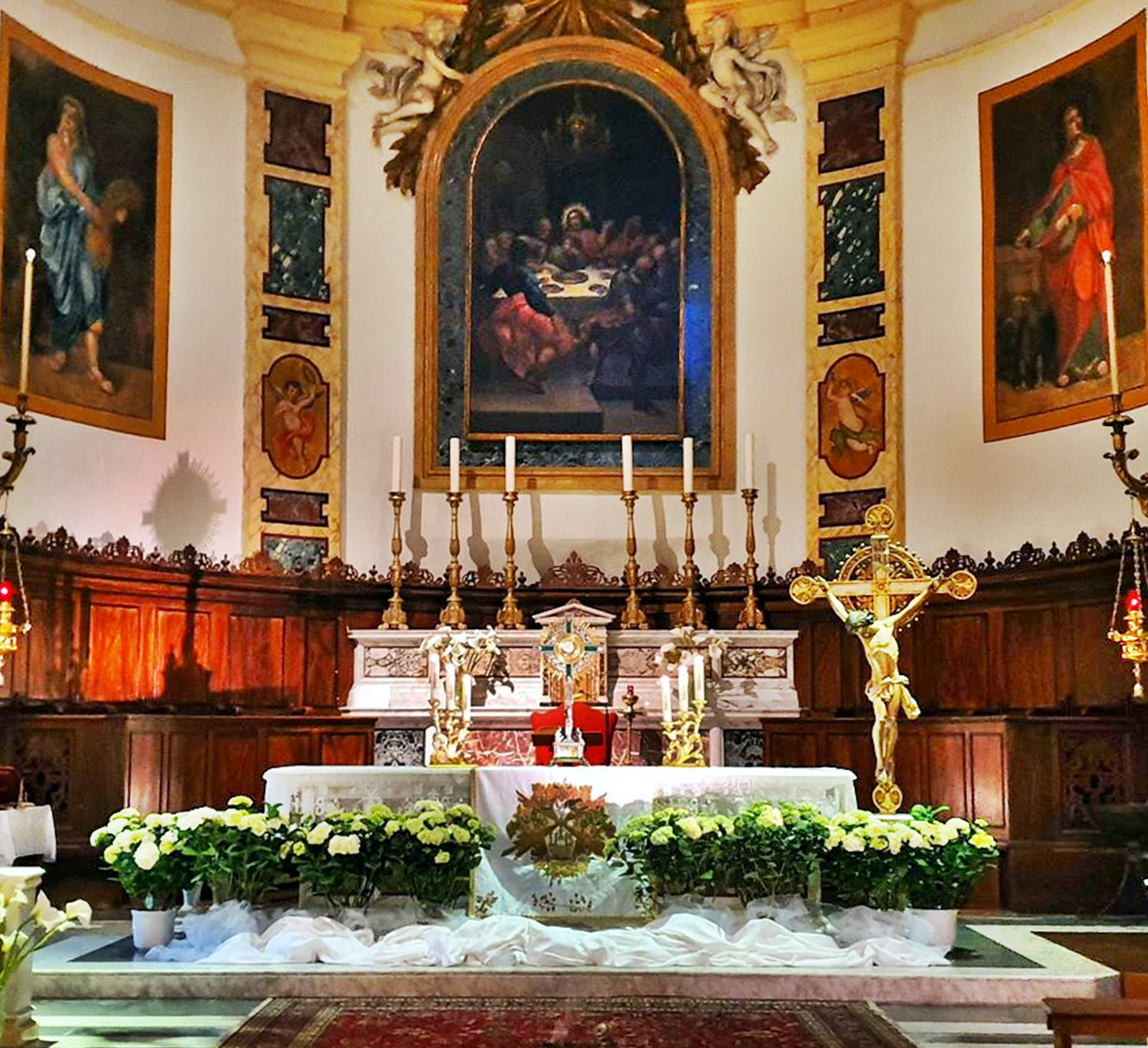
Autel de l'église de San Benedetto Martire.

- Église de San Benedetto Martire - Le premier établissement remonte au XIe siècle où l'ancienne église paroissiale de San Benedetto se trouvait sur la tombe de San Benedetto Martire autour de laquelle, après 1140, les murs ont été construits. Il reste peu de choses de l'ancien sépulcre et de l'ancien bâtiment car l'église a été modifiée et agrandie à la fin du XVIIIe siècle selon un projet de l'architecte Pietro Augustoni. Entièrement en brique avec une façade à cadres et pilastres et un tympan en pierre, dans l'église sont conservés, outre des trouvailles, des épigraphes et des pierres tombales, plusieurs autres ouvrages : un retable de 1707 du peintre Ubaldo Ricci de Fermo relatif à la Cène, un retable anonyme de la Madonna del Rosario du XVIe siècle et un autre de la Madonna del Carmelo, également anonyme, du XVIIIe siècle ; également le simulacre de l'Immaculée Conception réalisé en 1856, un Christ mort de la seconde moitié du XIXe siècle et surtout l'autel de San Benedetto Martire avec des reliques du saint[22].

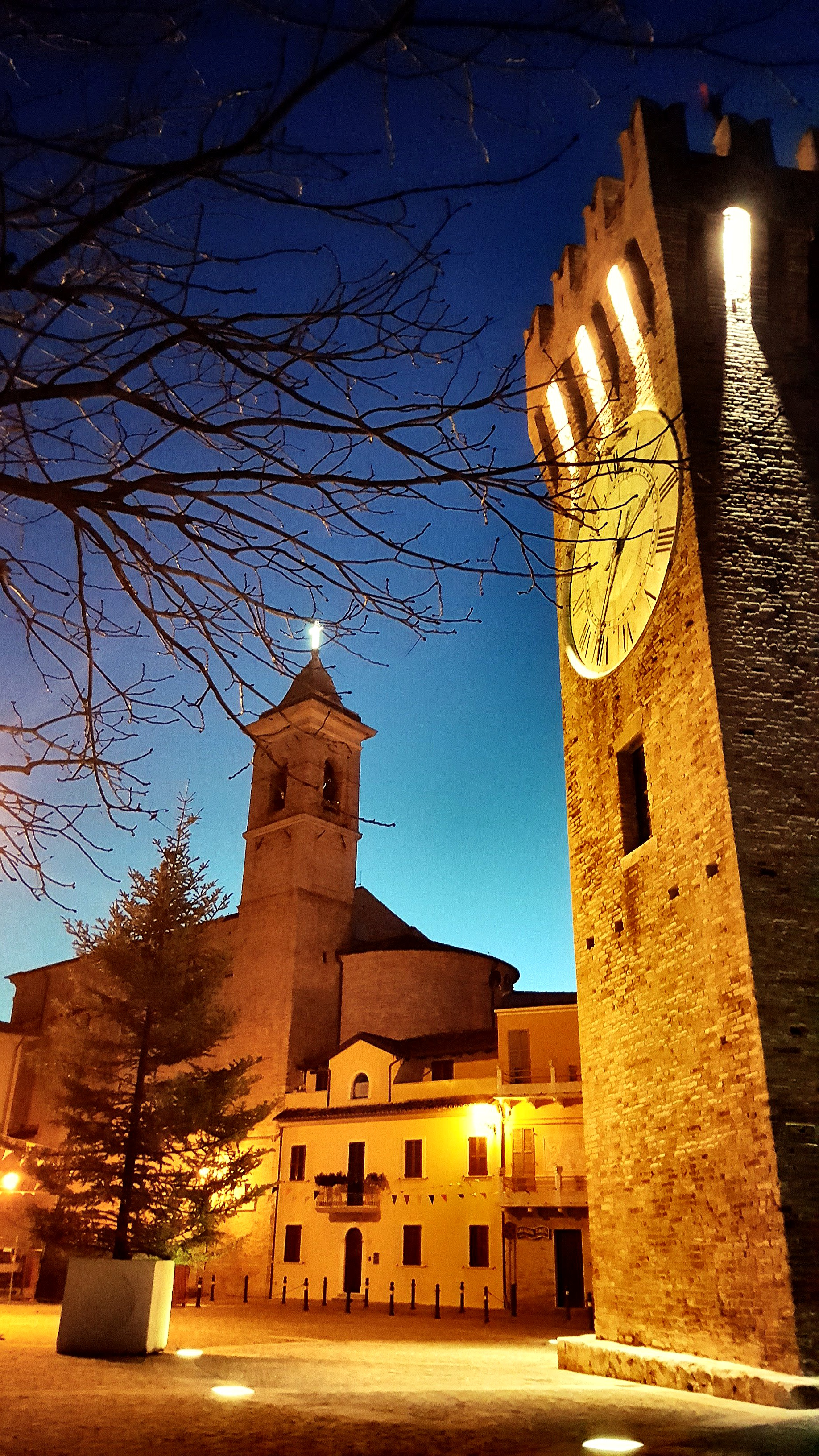
L'église de San Benedetto Martire et la tour Gualtieri.

Les vitraux polychromes ont été réalisés en 1988 (l'année de la dernière restauration) d'après un dessin de l'artiste local Marcello Sgattoni. L'église, de style néoclassique et avec des éléments décoratifs en brique, a un portail d'entrée avec des pignons et des frises en pierre qui donne sur la Piazza Matteotti, l'ancienne Piazza d'Armi, car c'était le lieu où les troupes de passage s'arrêtaient.

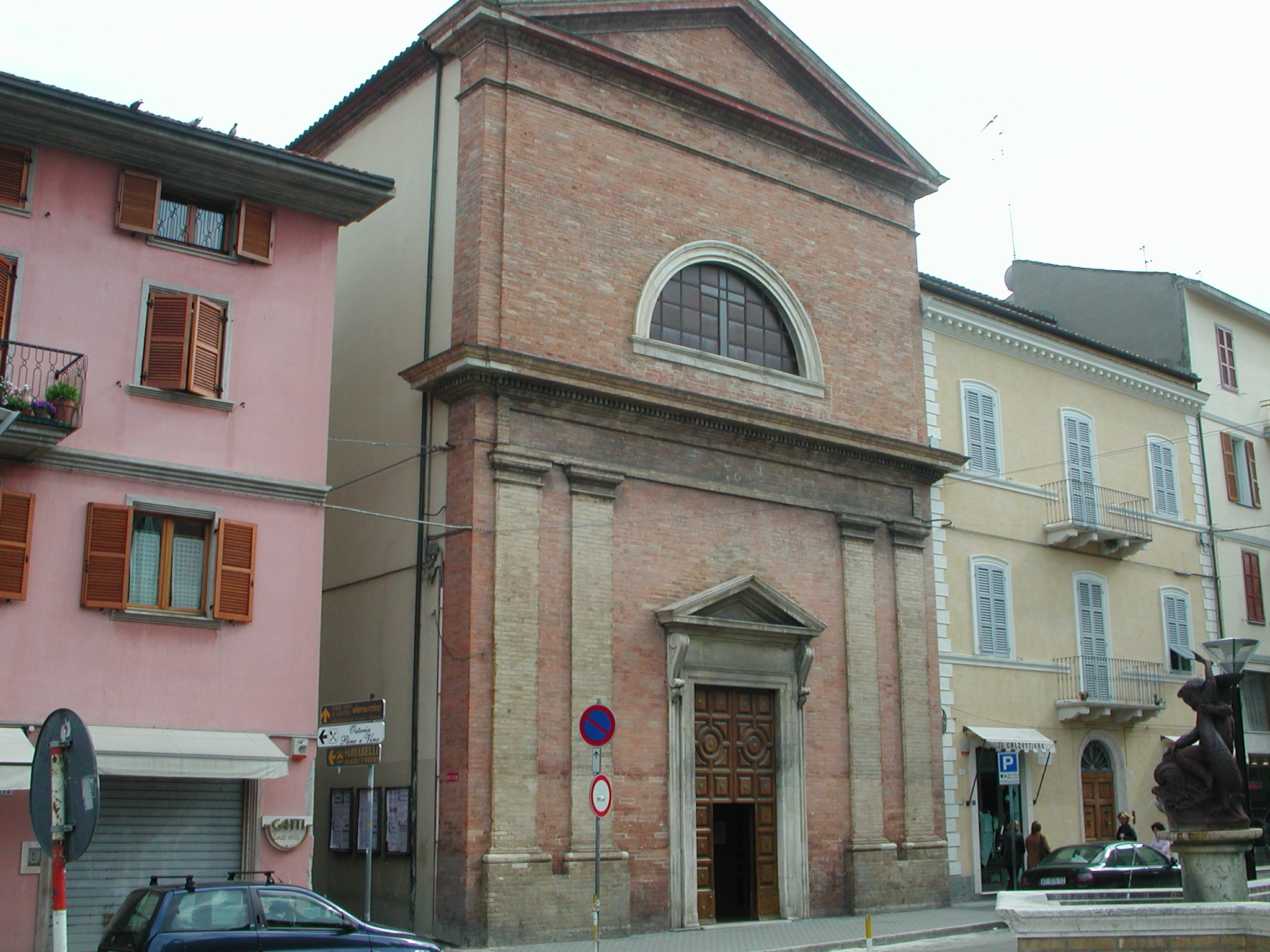
Église San Giuseppe.

La place est dominée par la fontaine artistique construite à partir de 1870 sur un projet de l'architecte romain Virginio Vespignani. Plus loin, il faut noter une grande ancre (en mémoire de l'ancien nom de la rue, Via dell'Anchoraggio) et, plus loin, la statue La Retara, dédiée à la femme responsable de la fabrication et de la réparation des filets de pêche, une œuvre en bronze du sculpteur Aldo Sergiacomi. À l'intérieur se trouvent les images Madonna del Rosario d'Andrea Tavernier, Fuga in Egitto et la Sacra famiglia du XVIIe siècle, l'œuvre du peintre Armando Marchegiani.
- Sanctuaire de la Madonna del Santissimo Sacramento - Non loin de l'ancien hôtel de ville, se trouve le sanctuaire dédié à Marie. C'est l'église des pères sacramentels de la congrégation du Saint-Sacrement qui rappelle l'œuvre et la spiritualité de Saint Pierre-Julien Eymard. Construit dans l'ancien théâtre Virginia, il a été consacré le 8 décembre 1939 par l'évêque Luigi Ferri, qui est enterré dans cette église. Il souhaitait vivement que son diocèse de Ripatransone soit un lieu de culte dédié à l'Adoration perpétuelle. Dans le sanctuaire, en effet, le Saint-Sacrement de l'Eucharistie est exposé toute la journée à l'adoration des fidèles qui affluent en grand nombre. L'église, de plan moderne et rectangulaire, est divisée en trois nefs. Le mur arrière de l'abside, derrière l'autel, montre une grande mosaïque de l'artiste contemporain d'origine hongroise Giovanni Hajnal. Il rappelle l'épisode évangélique de la Cène d'Emmaüs : la figure imposante et élancée du Christ ressuscité, entre l'émerveillement et l'étonnement des deux disciples, semble rejoindre la terre et le ciel, tandis qu'il donne l'Eucharistie sous les espèces du Pain rompu et du Vin, à l'arrière-plan apparaît la croix avec laquelle le Fils de Dieu offre le salut aux hommes par le sacrifice de son Corps de son Sang.
- Évêché - Déjà Palais Anelli, doit son nom à la famille qui, au moins depuis la fin du XVIIIe siècle, vivait à l'endroit où se trouve aujourd'hui cet édifice. La structure comporte des éléments Art Nouveau dans un contexte médiéval et est composée de deux corps rectangulaires, une partie avant sur deux niveaux qui surplombe la place et un corps arrière de quatre étages qui constituent la tour. Pour mettre en valeur les façades enrichies par d'élégants cadres en brique et des bandeaux. Les grilles, les balustrades et les portails en fer forgé aux motifs floraux sont précieux. Aujourd'hui, après une restauration soignée et ciblée, il est le siège prestigieux de l'évêché.

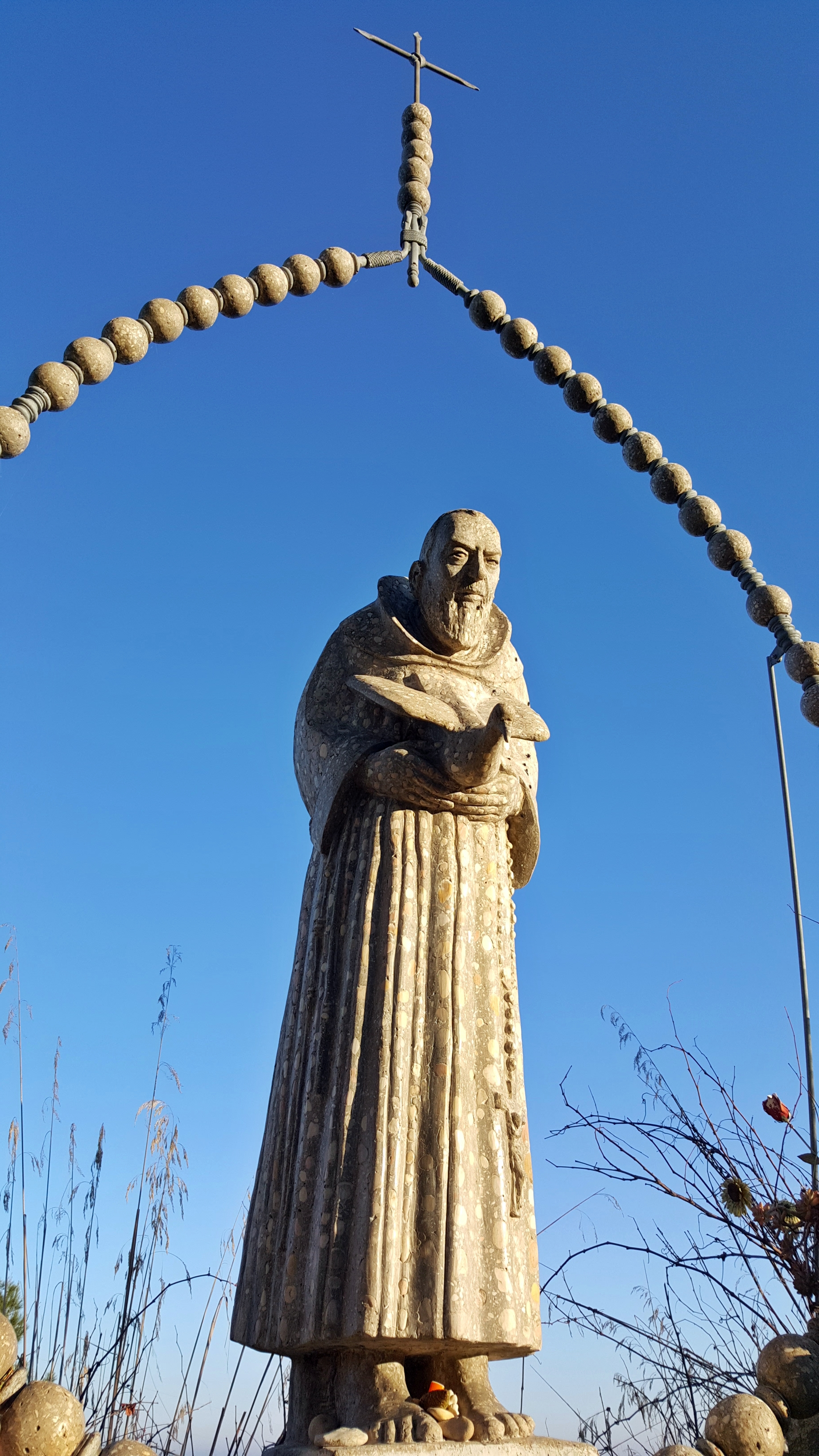
La statue de Padre Pio da Pietralcina, réalisée par le sculpteur Marcello Sgattoni.

- Église de San Filippo Neri - Elle s'élève dans la zone frontalière entre San Benedetto del Tronto et Grottammare. L'église, avec un Plan centré, rappelle dans sa configuration volumétrique la forme d'une pomme de pin. La première pierre a été posée le 2 juillet 1961 et consacrée le 19 mars 1976[23].
- Église de la Madonna del Suffragio - Située dans le quartier de Ponterotto, l'église construite le long du ruisseau Albula a été consacrée en avril 1979[23].
- Église de Sant'Antonio di Padova - la première pierre a été posée le 10 décembre 1939. Le 21 mars 1953, a été ouverte au public et consacrée par Vincenzo Radicioni[23].
- Kiosque à journaux de Sant'Antonio di Padova - Situé, comme un kiosque à journaux décoratif, dans l'espace vert du parc nommé d'après Karol Wojtyla, il fait partie de la paroisse de Sant'Antonio di Padova[24].
- Chapelle de l'Immacolata Concezione (aussi appelèe Chiesetta di Legno) - Elle se trouve sur la Promenade Nord de San Benedetto del Tronto, à quelques dizaines de mètres de la plage, et fait partie de la Paroisse de Sant'Antonio di Padova[25].
- Église San Pio X - Se dressant dans la zone touristique, la première pierre a été posée le 1er février 1965 et a été consacrée le 27 septembre 1970[23].
- Statue de Padre Pio da Pietralcina - La statue consacrée de Padre Pio se trouve dans le quartier de Barattelle, sur les premières collines de San Benedetto del Tronto, à environ 3 km du centre-ville et à quelques mètres du Museo Pietraia dei Poeti. Construit avec des pierres, du ciment et de la résine, par le sculpteur Marcello Sgattoni, il est devenu un lieu de célébration eucharistique et de prière[26].
- Église du Cristo Re - De forme hexagonale construite avec des critères architecturaux modernes, se dresse dans le quatiere Porto d'Ascoli centro, a été consacrée le 29 juin 1961 a été ouvert au public par le cardinal Luigi Traglia le 2 juillet 1961[23].
- Église de la Sacra Famiglia - Située dans le quartier de la Ragnola, elle a été consacrée par Radicioni le 29 juin 1968[23].
- Église de la Santissima Annunziata - Elle se dresse dans le quartier Salario, nom dû à la Via Salaria, elle est une église paroissiale depuis 1923, lorsqu'elle était sous la préposé de Monteprandone. À l'intérieur, on trouve des décorations picturales de Giuseppe Pauri.
- Église de San Giacomo della Marca - L'église paroissiale dédiée à Giacomo della Marca, construite à la fin des années 1970, a été consacrée le 28 novembre 1982.
- Église de Santa Lucia - Le modeste bâtiment existant a été construit en 1785 par Bernardino Voltattorni. Le précédent, probablement très ancien, devait se trouver à proximité, et probablement construit sur les ruines d'un ancien temple romain du forum local ou conciliabulum. Autrefois, le jour de Pâques, elle était une destination de pèlerinage pour les pieux de San Benedetto del Tronto qui pique-niquaient dans les environs.

### Architecture civile

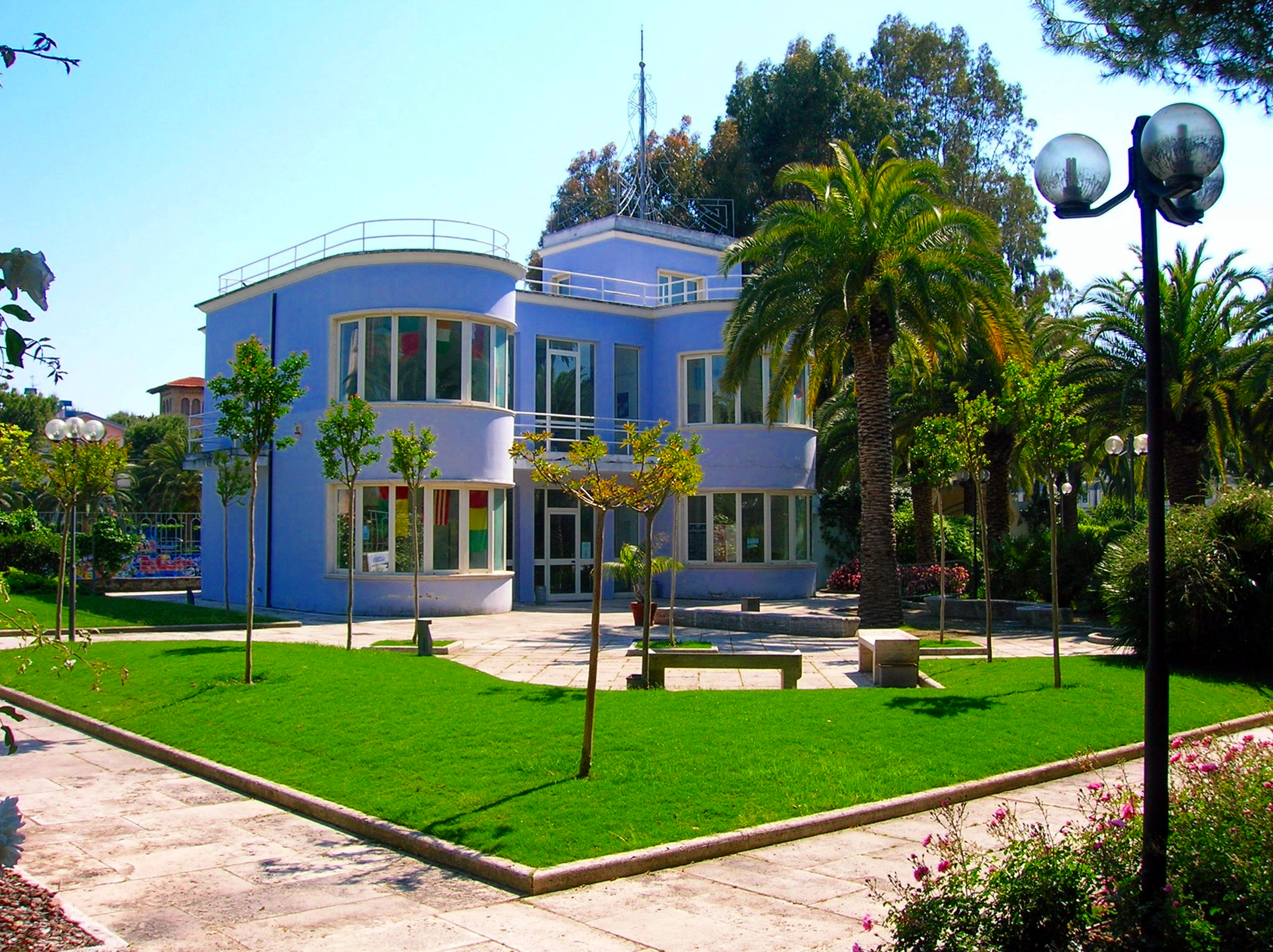
Palazzina azzurra.

- Palazzina Azzurra - Le complexe Palazzina Azzurra est né du projet de l'ingénieur Luigi Onorati, ingénieur en chef de la municipalité de San Benedetto del Tronto. Commandée par l'Azienda Autonoma di Cura, Soggiorno e Turismo, pour « améliorer ses installations d'hébergement et créer un lieu de rencontre et de divertissement », la Palazzina Azzurra est inaugurée le 1er septembre 1934. Dans un style purement rationaliste, typique de la période fasciste, il a été construit à côté des deux courts de tennis et du Circolo Forestieri. Le bâtiment de deux étages, peint en bleu, abritait au rez-de-chaussée le bar, les salons, les douches et les toilettes pour les dames et les messieurs ; au premier étage, auquel on accédait et qui est toujours accessible par un escalier, se trouvaient la salle de lecture, deux salons, une loge et un fumoir. Les salons, aux murs semi-circulaires et vitrés, offraient une vue sur le panorama de la nouvelle pinède et des terrains de sport. Un complexe architectural assez exclusif, mais capable de répondre aux différentes attentes liées aux loisirs, aux divertissements d'été, ainsi qu'aux sports et aux fêtes de l'époque. L'édifice, sans être d'une valeur monumentale exceptionnelle, a eu dans l'histoire récente de San Benedetto del Tronto une grande valeur significative pour l'image touristique. La guerre mondiale qui a soumis la ville à de lourds bombardements a conditionné toute activité : mais déjà après la guerre elle a été caractérisée par un enthousiasme renouvelé. Il se distingue par le fait d'être l'un des lieux les plus recherchés pour les soirées et les salles de bal du pays, pour les générations et pour la culture musicale qui se sont succédé des années 1950 aux années 1980. Après une période de déclin, qui reflétait les difficultés de toute une communauté urbaine, le projet de restauration entrepris par la municipalité de San Benedetto del Tronto (20 juillet 1996) a rendu la structure aux citoyens dans le sens le plus authentique, avec des espaces pour la promotion et la diffusion de l'art, avec des salles pour les expositions, des bureaux et des services, le tout complété par un parc. Sa cour abrite Vale & Tino, une sculpture exceptionnelle en néon coloré de Marco Lodola[27].

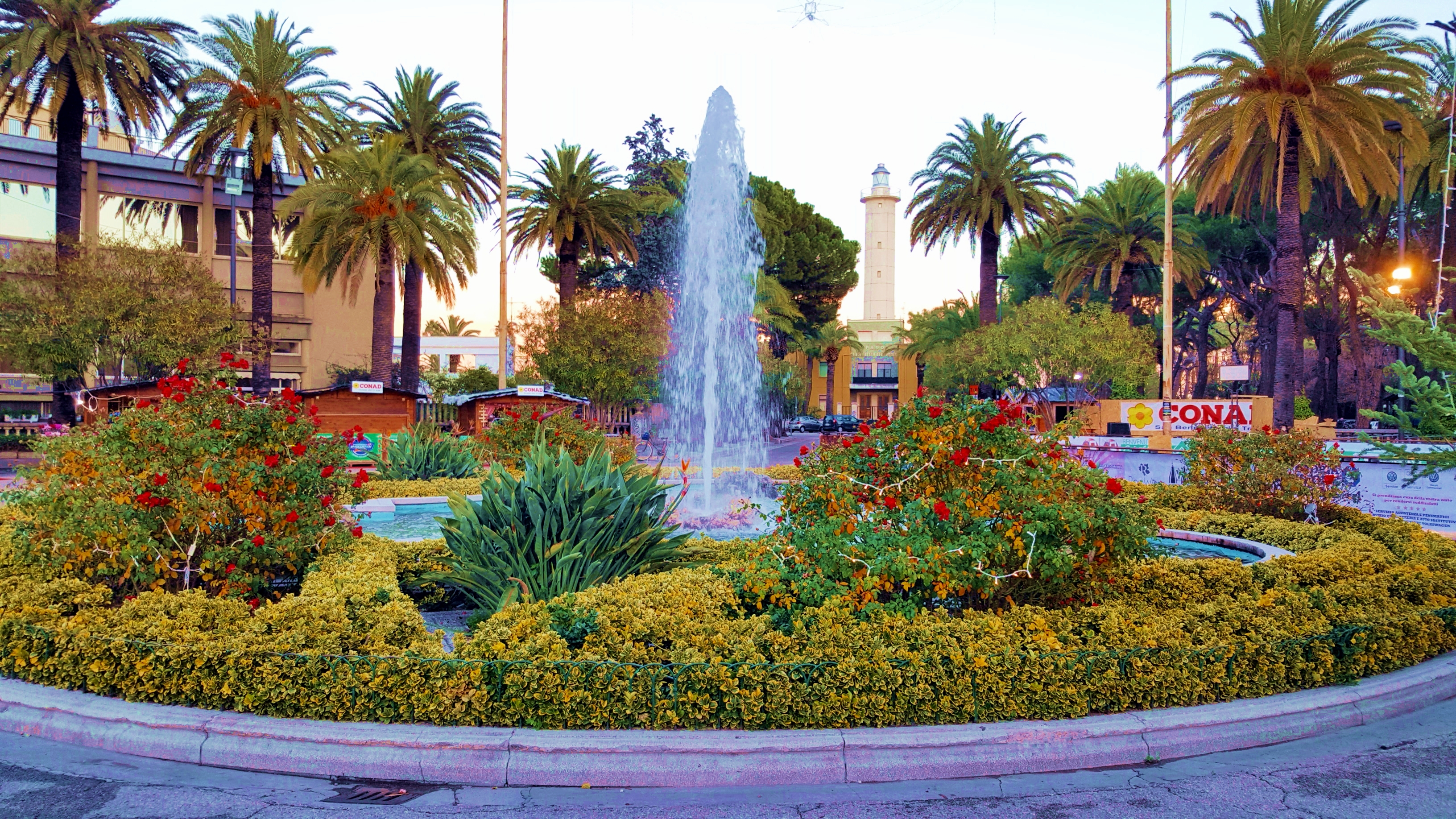
Rond-point Giorgini.

- Monumento al gabbiano Jonathan - Créé par l'artiste Mario Lupo en 1986, le monument à la mouette Jonathan Livingston, le protagoniste du livre de Richard Bach, se dresse le long de la promenade Molo sud, ce qui a été rebaptisé The Jonathan's way. L'œuvre, projetée sur 10 mètres, enferme la vie des mouettes et des eaux dans un cercle bleu. Il est le symbole de la généreuse assiduité et de la ténacité typiques des marins, des gens habitués à affronter et à surmonter en silence les obstacles et les difficultés.
- Monument aux pêcheurs - Cette statue est placée à l'endroit où le front de mer est greffé sur la jetée sud du bassin portuaire et reproduit la propriété des pêcheurs pendant les tempêtes, lorsqu'ils utilisaient la trompette pour attirer l'attention sur le danger causé par le brouillard qui se profilait sur la mer. C'est l'œuvre de Cleto Capponi, un artiste de Grottammare.

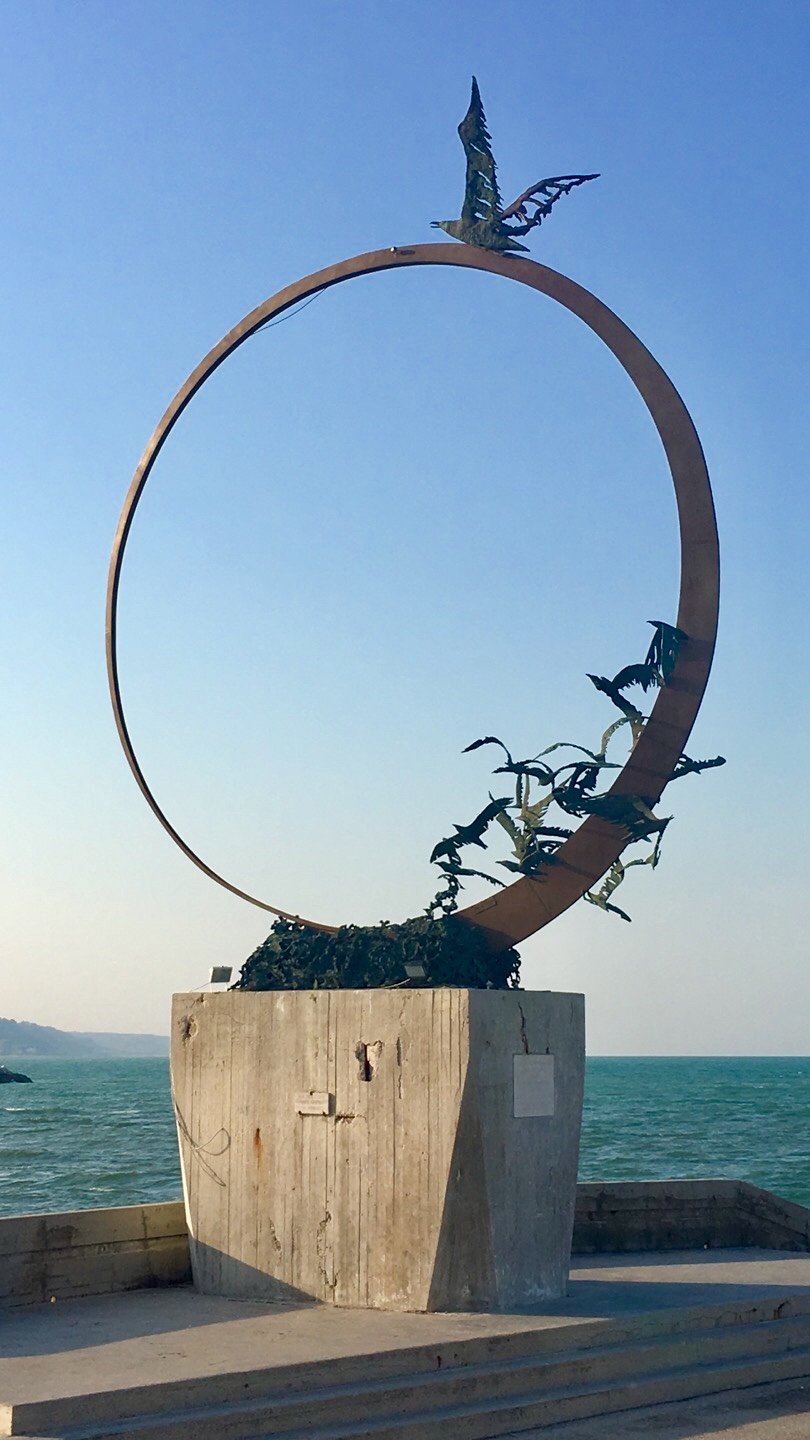

- Promenade - En 1932, la promenade a été conçue par l'ingénieur Luigi Onorati. Elle possède une chaussée de 30 mètres de large en tout et part de la célèbre et évocatrice rotondaGiorgini (le rond-point), au bout du très central Viale Secondo Moretti, et, dans sa partie la plus septentrionale, en raison du retrait de la mer à la suite de l'agrandissement continu du port, elle se trouve loin derrière le bord de mer. Il se termine au rond-point Salvo D'Acquisto à Porto d'Ascoli, pour une longueur totale d'environ 6 km. Elle est bordée de jardins, d'une pinède, de courts de tennis, d'une patinoire et d'un bâtiment, la « Palazzina Azzurra », bâtiment historique local de la ville, à l'embouchure du ruisseau de l'Albula qui détermine la fin du premier tronçon, au sud duquel commence la zone plus proprement touristique, avec des établissements de bains sur la plage d'un côté et des villas et des hôtels de l'autre côté de la route. Une caractéristique particulière de la promenade est la présence abondante de palmiers (principalement Phoenix canariensis et sylvestris) qui sont devenus un peu le symbole de la ville (aujourd'hui, entre les jardins publics et privés et le long des avenues de la ville, il y a un total d'environ 8. 00 palmiers d'espèces diverses) au sens touristique, ayant pris la même société de promotion touristique le nom de Riviera delle Palme. En 2001, la piste cyclable a été achevée, ce qui constitue une seule marche vers Cupra Marittima au nord et vers Porto d'Ascoli au sud. La partie sud de la promenade a fait l'objet d'interventions à différents moments. En 2004, une révision radicale a été lancée, qui a vu la modernisation de la première partie de la promenade sud : la zone piétonne et la piste cyclable ont été étendues. Puis, en 2007, la deuxième section a été inaugurée. La piste cyclable fait partie du projet plus vaste appelé Ciclovia Adriatica, qui, une fois terminé, reliera toute la côte adriatique. Outre la zone piétonne et la piste cyclable, il existe des « jardins à thème », les « oasis » : jardin aride, jardin humide, palmeraie, roseraie, jardin du maquis méditerranéen. Les matériaux choisis sont compatibles avec la nouvelle vocation de la promenade afin de faire apparaître ces tronçons comme de véritables espaces naturels. En 2016, les travaux de réaménagement de la promenade nord, qui s'étend sur environ 2 km et va du « Palazzo Las Vegas » au ruisseau de l'Albula, ont commencé[28].

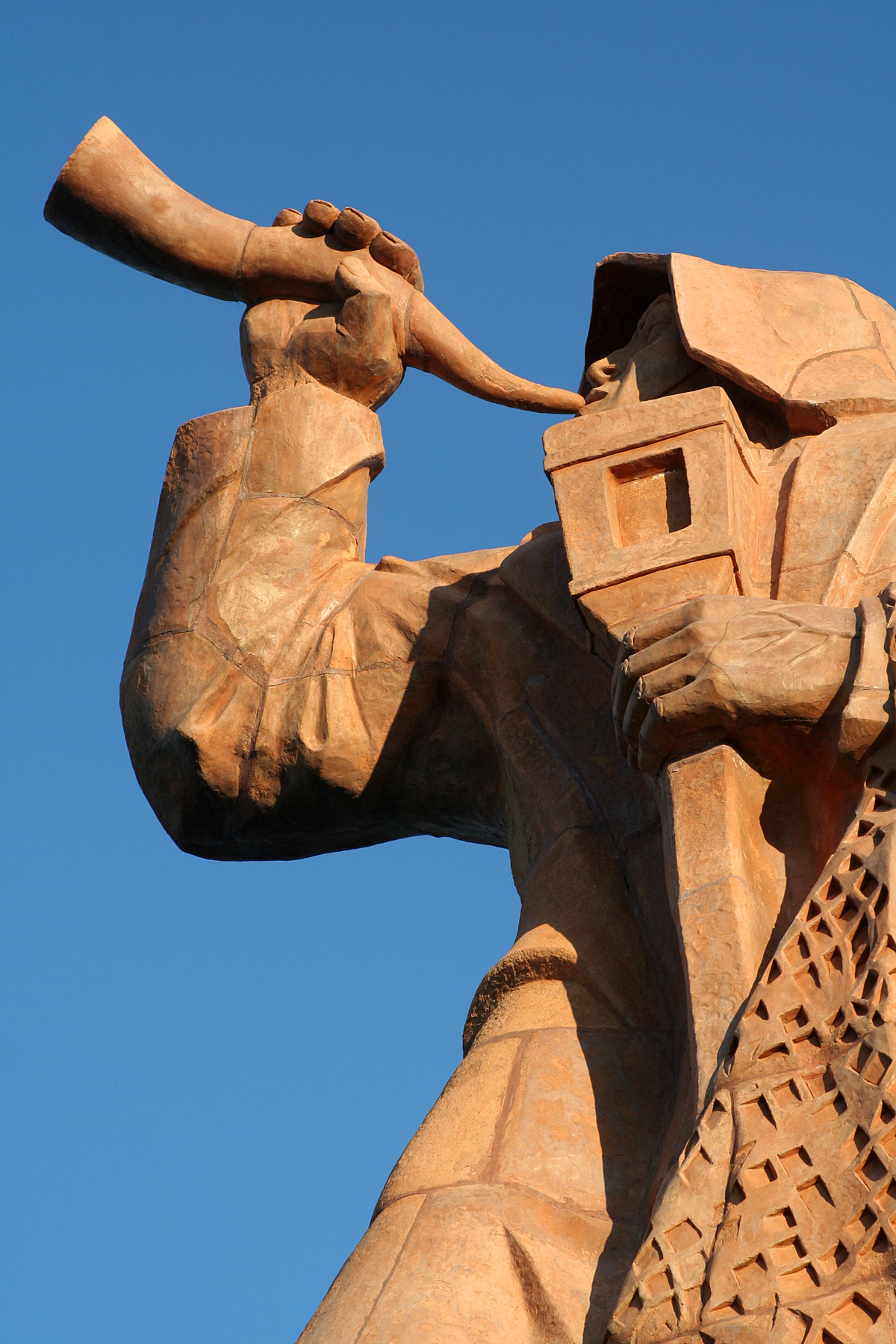

- Centre historique de la mer - Il s'agit des établissements de bains situés dans la première partie du front de mer nord, du ruisseau de l'Albula à la concession numéro 20 (y compris la concession numéro 29), et des chalets historiques de la ville construits dans les années 1950 et 60 et qui, pour la plupart, ont conservé les caractéristiques typologiques de ces années-là.
- Phare - Le phare est officiellement entré en service en 1957 et a été construit entre la rotonde et la zone portuaire (située stratégiquement et au centre de la zone portuaire), étant donné que l'importance d'un phare réside dans la position et la portée du faisceau lumineux[29]. C'est un élément nécessaire aux marins et aux navigateurs pour l'approche de la côte, comme un rappel dans l'obscurité de la nuit pour les hommes en mer qui localement, avant sa construction, n'avaient comme référence que le Torrione et le son des cloches ; idéalement pour cette raison il a été construit le long de la perpendiculaire qui part du Paese Alto en direction de l'est[29],[30]. Il s'agit d'une tour cylindrique située sur un bâtiment et qui mesure 31 mètres de haut. Sur sa partie supérieure se trouve une lampe halogène de 1 000 W qui émet une lumière blanche qui, grâce à des lentilles convenablement combinées et alignées, est réfléchie et se transforme en un intense faisceau de rayons parallèles, puis transportée en un seul point et projetée au loin. La portée lumineuse du projecteur est projetée à une distance de 32 MN dans des conditions de visibilité parfaite (portée nominale de 22 Mn)[29]. Avec le côté ouest assombri (pour éviter de gêner la ville) et est une lumière optique rotative qui émet deux flashes dans une période de dix secondes. Visibilité : 135 - 045 (270). En cas de panne éventuelle, il existe également un feu de réserve plus petit avec une portée inférieure (18 Mn). En présence de brouillard, le corne de brume situé à la pointe de la jetée sud est également activé, ce qui émet un signal sonore pour les bateaux qui, autrement, ne pourraient pas percevoir les deux feux d'identification de l'entrée du port, respectivement avec un feu vert dans la jetée nord et un feu rouge dans la jetée sud. L'escalier en colimaçon de 150 marches mène au sommet de la structure et à une terrasse depuis laquelle il est possible de voir toute la ville et les collines environnantes depuis l'est[29],[30].Aujourd'hui, le phare de San Benedetto del Tronto fonctionne automatiquement grâce à une cellule photoélectrique qui l'active ou le désactive. Mais au moment de sa construction, c'était une balise manuelle dont le fonctionnement s'effectuait derrière des engrenages mus par un poids moteur qui devait être rechargé quotidiennement par le farista. Le phare est d'une importance considérable pour toute la mer Adriatique moyenne, à la fois parce qu'il est le seul à avoir une portée considérable entre Ancône et Ortona, et en raison de sa portée géographique (c'est-à-dire la distance à laquelle il peut être vu compte tenu de la courbure de la terre et de l'altitude à laquelle se trouve l'œil de l'observateur)[29],[30].

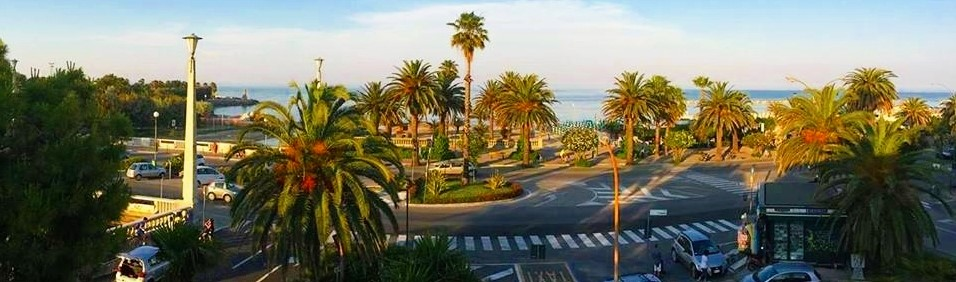
Promenade nord.

- I sognatori - une œuvre en bronze réalisée par Paolo Annibali représente un tronc d'arbre mort de quatre mètres de haut, qui offre un abri à divers animaux et à deux enfants endormis, tandis qu'une branche fraîchement poussée pousse d'en haut[31],[32],[33].
- Il saluto di Ubu - œuvre en bronze créée par Enrico Baj fait référence à une œuvre théâtrale d'Alfred Jarry, fondateur de la pataphysique[33],[34].
- Allegro - œuvre de Ugo Nespolo situé dans la fontaine de Viale Secondo Moretti[33],[35].
- Vale & Tino - inaugurée le jour de la Saint-Valentin, la sculpture en néon coloré de Marco Lodola se trouve à l'intérieur de la cour de la Palazzina Azzurra[36].

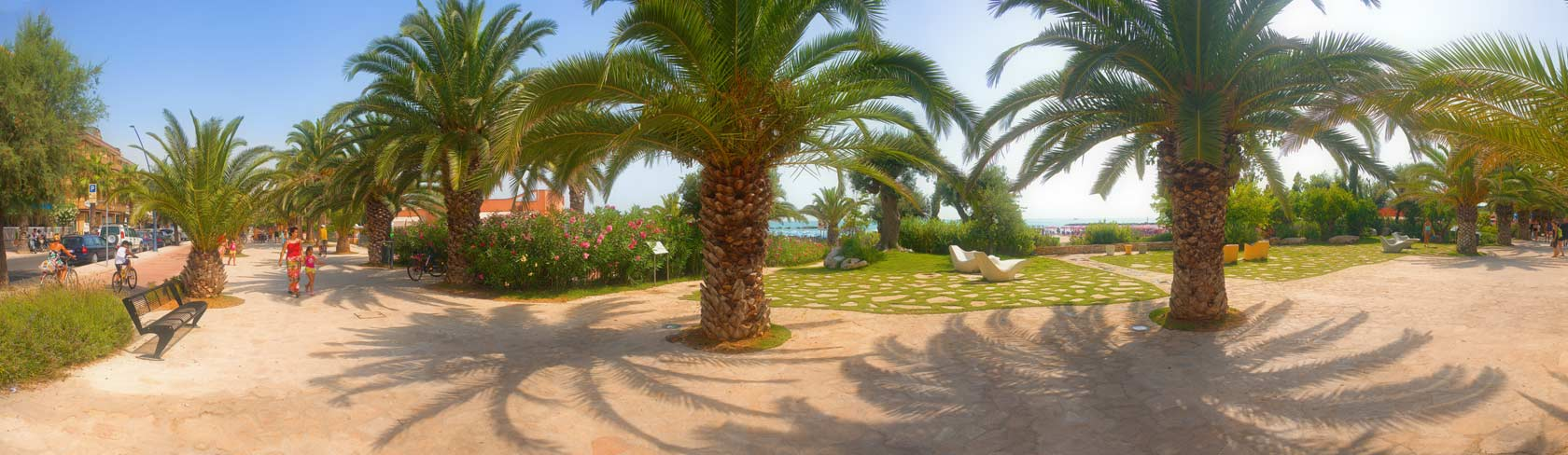
Promenade sud.

- I bambini della guerra - sur la place Bambini del Mondo, sur laquelle donne l'hôtel de ville, ou plutôt sur un mur de l'hôtel de ville il y a une sculpture d'Ugo Nespolo intitulée I bambini della guerra[37].
- Il mare, il ritorno - se trouve sur le quai du port de Malfizia, devant le marché au détail du poisson, le complexe de sculptures intitulé Il mare, il ritorno, du sculpteur Paolo Annibali[38],[39].

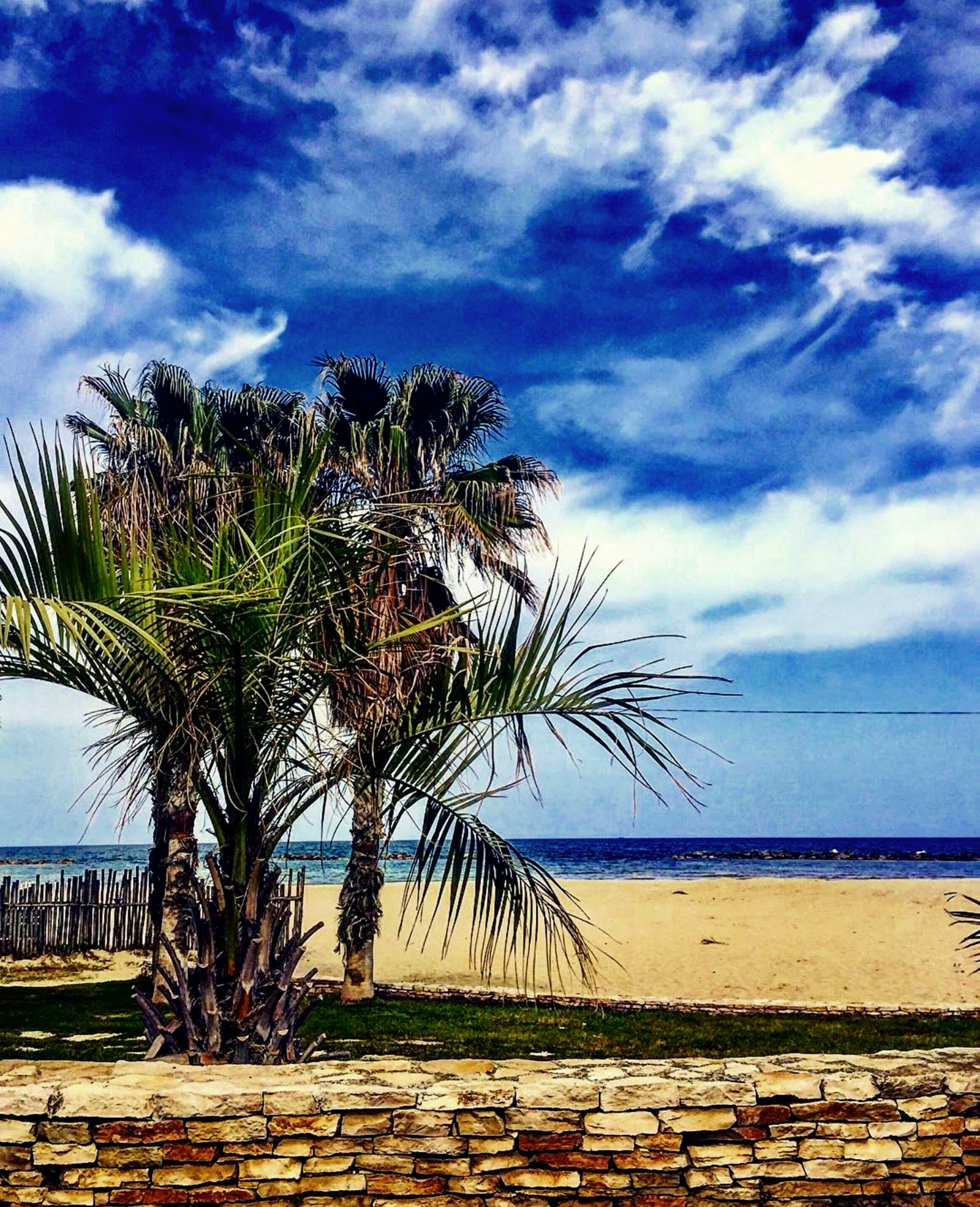
Promenade sud.

- Il monumento ai caduti - situé en Viale Secondo Moretti est une œuvre en bronze de Mario Cataldi et a été inauguré le 14 août 1921[40].
- L'elefantino tra le palme - statue[33],[41].
- La famiglia del pescatore - une œuvre en bronze du sculpteur Aldo Sergiacomi[42].
- La Retara - le monument à la Retara, une œuvre en bronze du sculpteur Aldo Sergiacomi, est un hommage approprié à l'une des figures typiques de la ville[33]. La base de l'œuvre est enrichie par un poème vernaculaire, dédié à la figure de la retara, du poète Giovanni Vespasiani de San Benedetto del Tronto[43],[44].
- Lavorare, lavorare, preferisco il rumore del mare - œ Ugo Nespolo placé au début de la promenade de la ville[45].
- Principe - la fontaine située dans la Via Cairoli, est dominée par une sculpture de Paolo Consorti[33].
- To see through is not to see into - par Mark Kostabi situé dans la zone piétonne du centre-ville[33],[46].

### Places

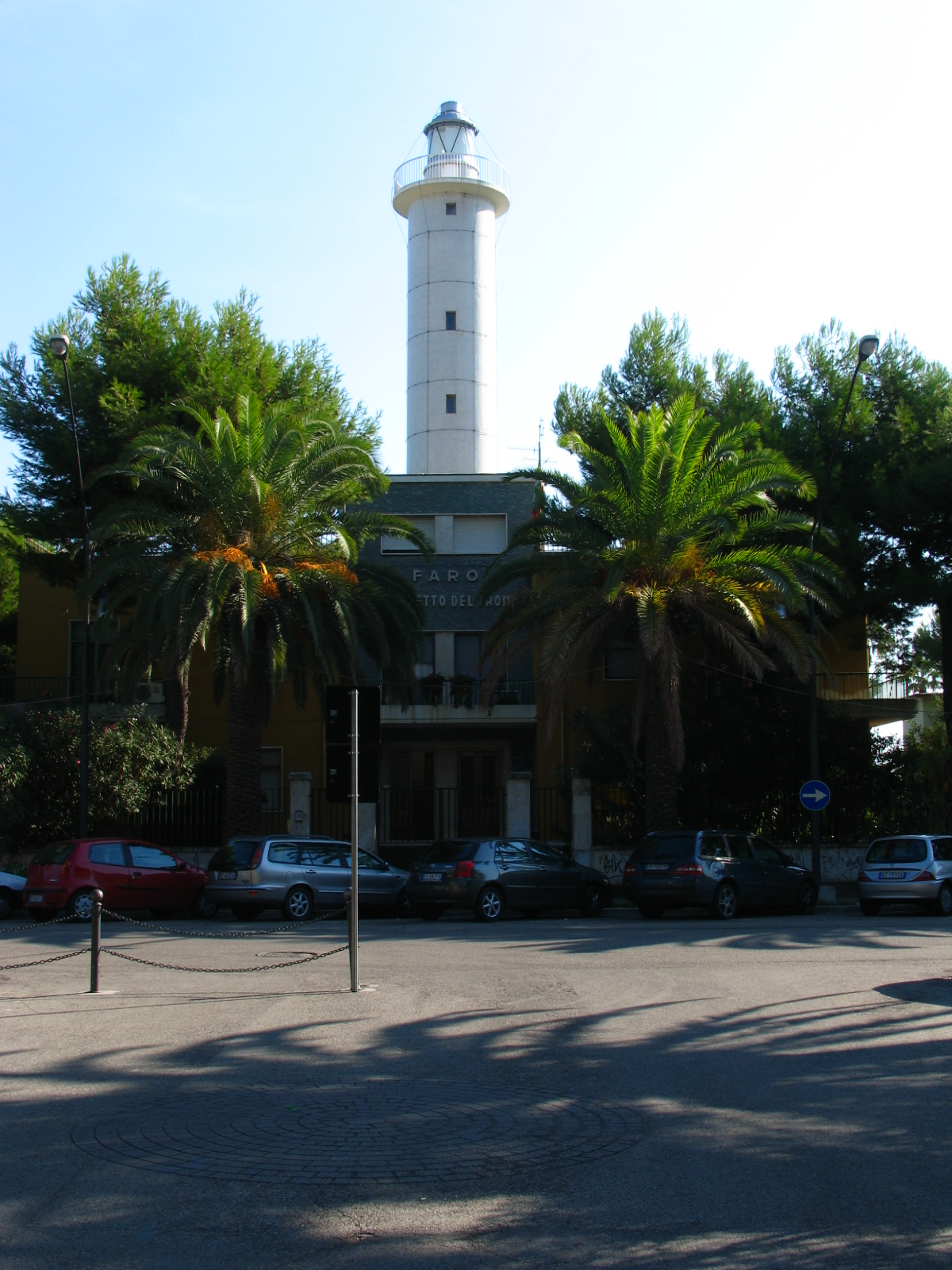
Le phare.

- Place Carlo Giorgini - est une place née comme place Tommaso di Savoia, la pittoresque place Giorgini (ou rond-point Giorgini), dédiée à Carlo Giorgini, l'un des maires les plus aimés de la ville, célèbre comme la Rotonda, située à l'intersection de la fin du Viale Secondo Moretti et du début nord de la promenade. La fontaine caractéristique située au centre de la place est devenue l'un des symboles et des images les plus célèbres de la ville[47].
- Place Giacomo Matteotti - Elle a été dédiée à Giacomo Matteotti, après la naissance de la République italienne, aujourd'hui il fait partie intégrante de la zone piétonne du centre-ville.
- Place Giuseppe Sacconi - Dédiée à Giuseppe Sacconi, elle est située près du Paese Alto. Sur la place se trouve la Tour des Gualtieri, un ancien poste de commandement.

### Routes principales
- Viale Secondo Moretti - Construit au début des années trente du siècle dernier par l'ingénieur Luigi Onorati dans le cadre du projet qui a conduit à la construction de la promenade, l'historique Viale Secondo Moretti appelé il corso est situé au centre de la ville, perpendiculaire au début de la promenade nord, est maintenant depuis des décennies, le lieu de rencontre des habitants de San Benedetto del Tronto et des environs. Une zone piétonne, récemment rénovée, abritant des locaux historiques, est la rue commerçante. Depuis quelques années, elle s'est enrichie d'une collection d'œuvres d'art moderne, en particulier de sculptures, de Ugo Nespolo, Enrico Baj, Mark Kostabi, Paolo Consorti, Marco Lodola, Paolo Annibali.

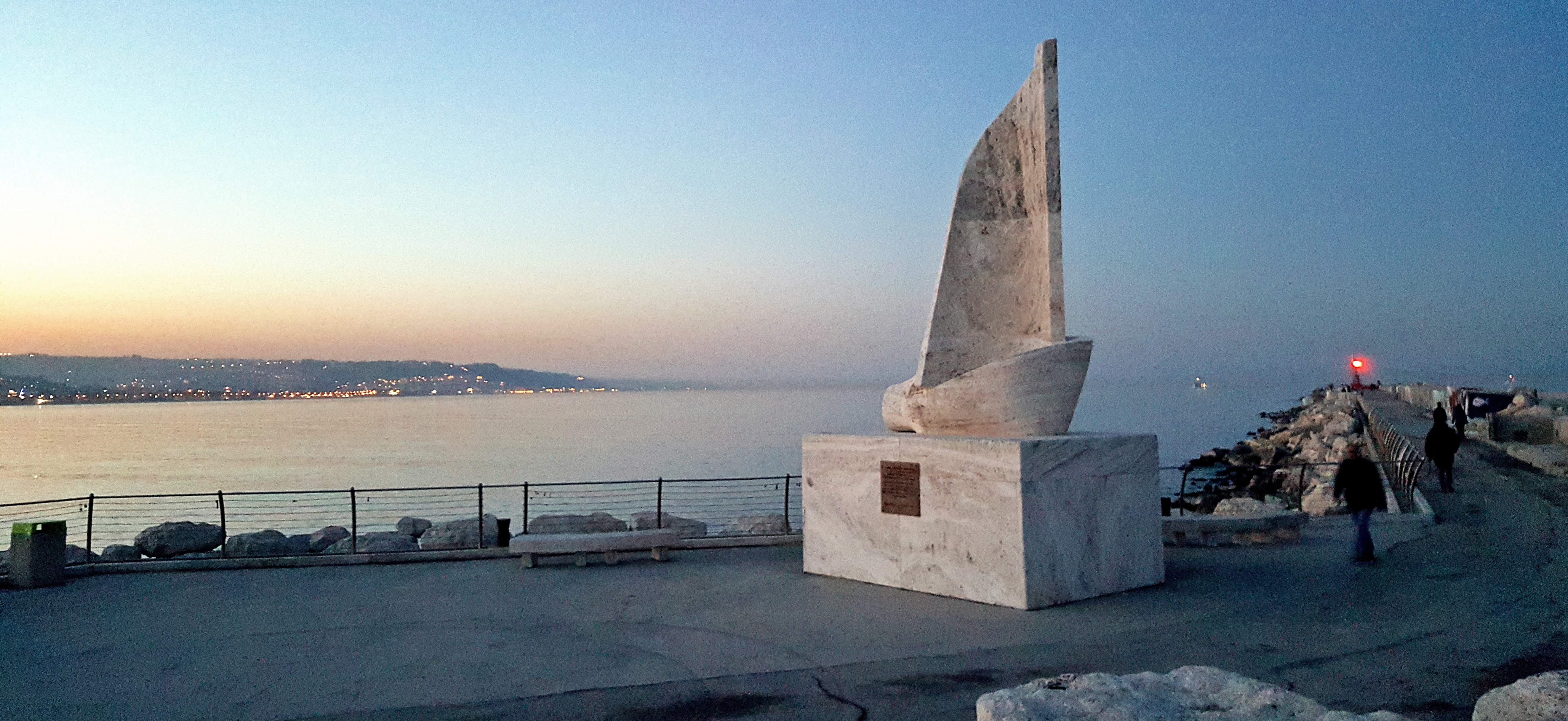

- Viale Bruno Buozzi - Conçue au début des années 1930 par l'ingénieur Luigi Onorati, la promenade Cristoforo Colombo, aujourd'hui Viale Bruno Buozzi, est la porte d'entrée de la promenade de San Benedetto del Tronto. Artère importante reliant le nord et le sud de la ville, elle est aujourd'hui une zone piétonne.
- Via Salaria - C'est l'ancienne voie consulaire romaine, empruntée par les Romains, qui reliait Rome à la mer Adriatique ; elle se termine dans la commune de San Benedetto del Tronto, dans la localité de Porto d'Ascoli[48].
- Via XX Settembre - C'est l'une des principales routes du centre de San Benedetto del Tronto, dans le quartier du Marina centro, la rue commerçante, le restaurant et les arts visuels[49]. Anciennement connue sous le nom de Via degli Orefici, elle relie la route nationale 16 au centre-ville[50]. Autrefois utilisé pour la circulation automobile, c'est aujourd'hui une Zone piétonne[51].

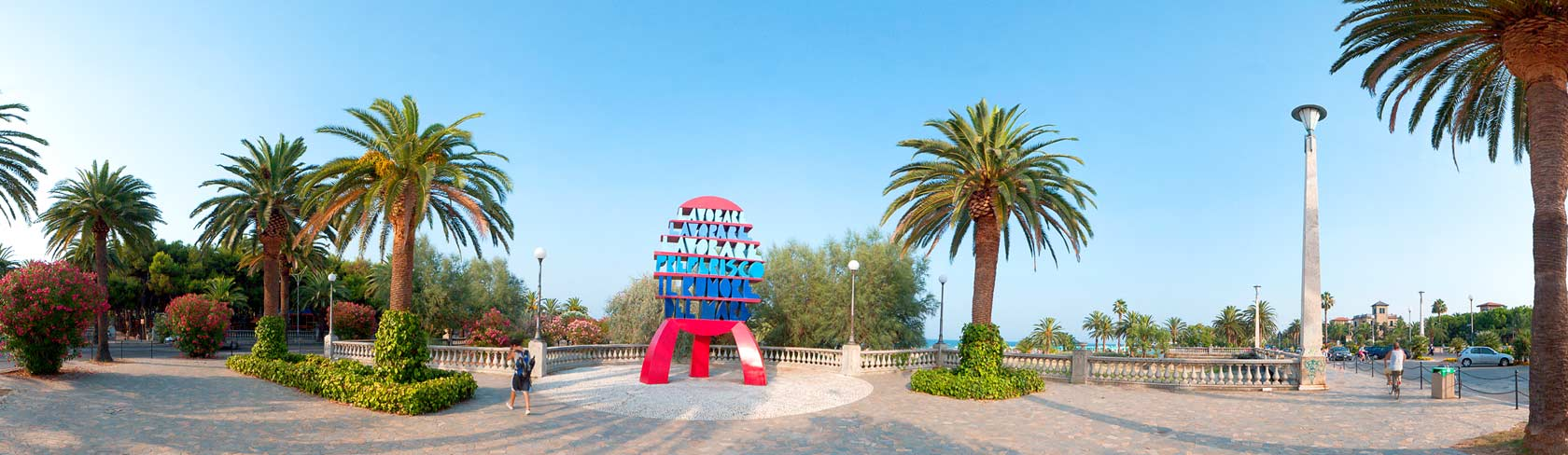
Lavorare, lavorare, lavorare preferisco il rumore del mare.

### Fontaines
- Fontanadu rond-point Giorgini.
- Fontanine Allegro.
- Fontaine du Borgo Marina.
- Fontaine de Place Nardone.

### Espaces naturels

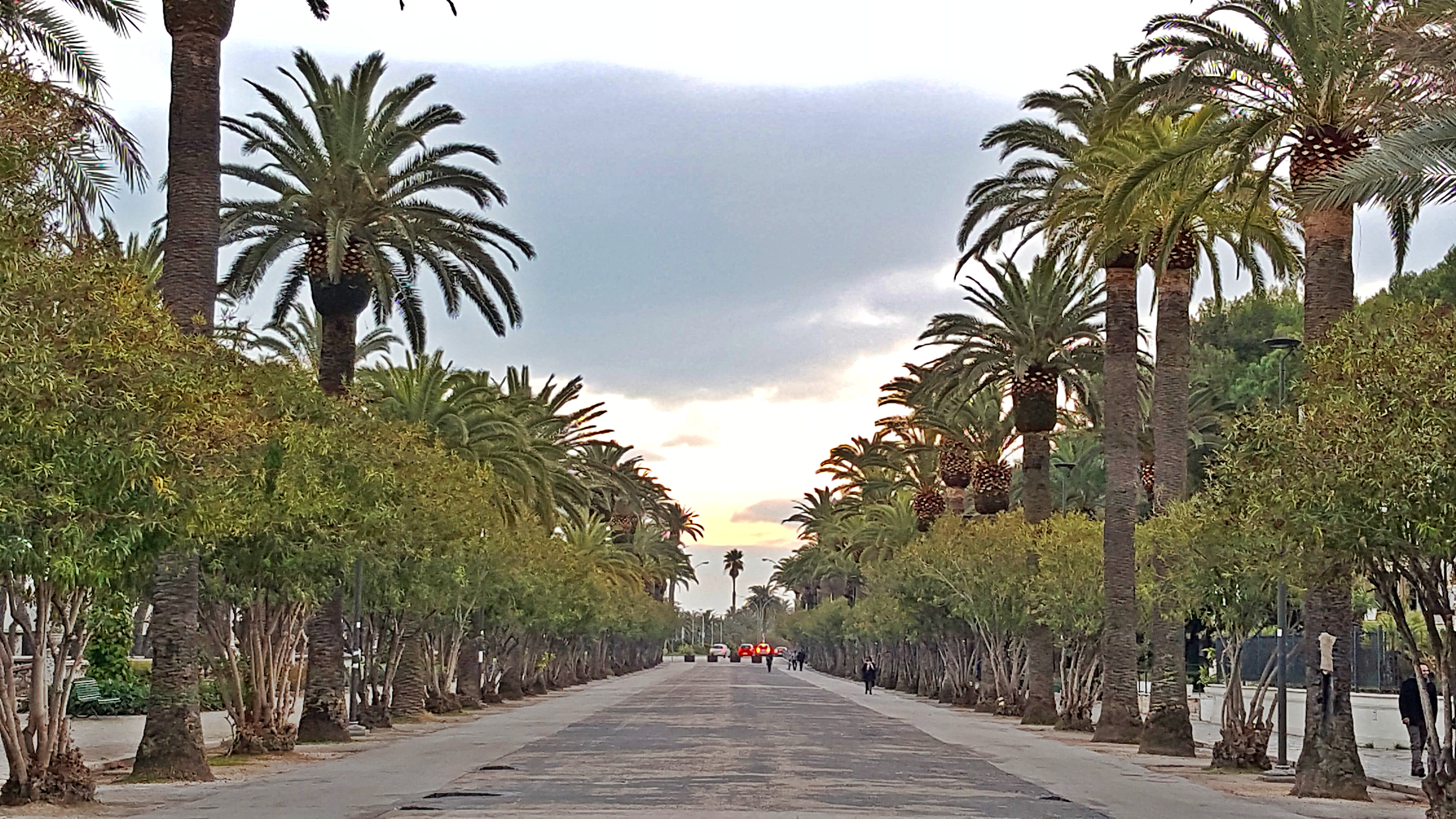
Viale Bruno Buozzi.

- Sentina - Située au nord de l'embouchure du fleuve Tronto, c'est une zone de 200 hectares dans laquelle il n'y a que quelques bâtiments ruraux et qui, malgré quelques zones cultivées et malgré les tentatives de mise en valeur intégrale faites dans le passé, possède une zone humide de grande importance en termes de biologie et d'avifaune[52]. Elle est indiquée comme l'une des dernières zones humides pour la migration de l'avifaune, présente entre l'embouchure du Pô et le Gargano et est l'une des très rares étendues de plage de sable avec un arrière-pays non construit de toute l'Adriatique. Il est riche en espèces végétales et animales en danger ou de plus en plus rares sur le sol italien, et son importance du point de vue environnemental ne cesse de croître en raison de l'anthropisation continue de toutes les zones côtières, tant dans les Marches que dans les Abruzzes[53].
- Tour sur le port - Construite en 1543 comme tour de guet, elle est située dans la zone protégée de la réserve[54].

## Minorités étrangères
Selon les données de l'ISTAT, au 1er janvier 2016, 3 229 résidents étrangers résidaient dans la municipalité.
1. Albanie, 782
2. Roumanie, 701
3. Ukraine, 216
4. Pologne, 182
5. Chine, 149
6. Maroc, 139
7. Russie, 90
8. Tunisie, 74
9. Bangladesh, 69
10. Inde, 59

## Dialectes

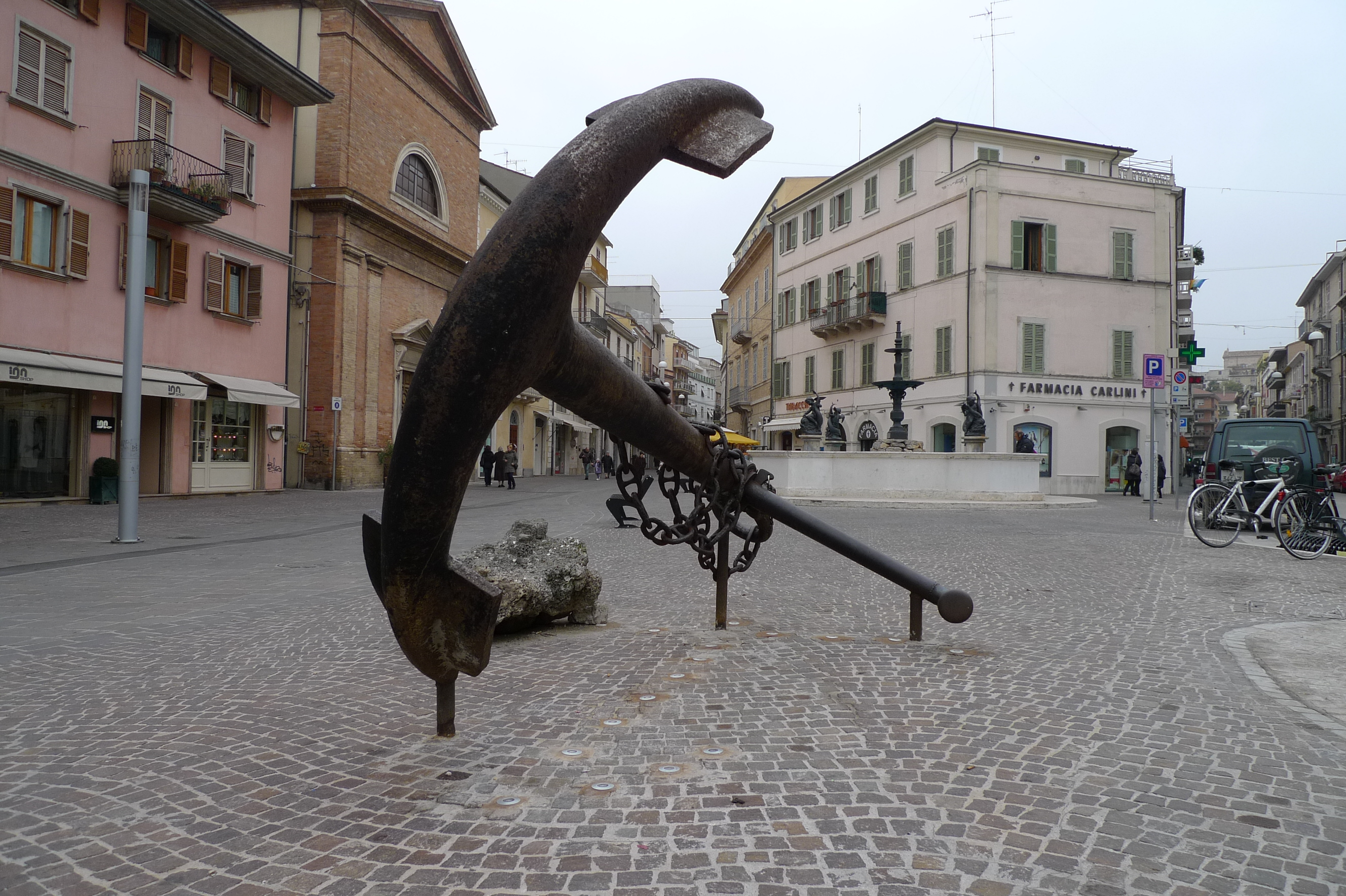
Place Matteotti.

Le dialecte de San Benedetto del Tronto est inclus, comme les autres dialectes de la province d'Ascoli Piceno, dans les dialectes des Marches du sud. Ce type de discours est caractérisé par une phonétique de type méridional, allant de l'affaiblissement des voyelles d'expiation à la métaphonie des toniques, prenant différentes formes selon les domaines considérés. Le dialecte de San Benedetto del Tronto n'est aujourd'hui répandu dans sa forme la plus pure que parmi les anciennes générations de la vieille ville et de la zone portuaire. Dans les zones agricoles de la partie sud de la commune, comme à Porto d'Ascoli et dans la Sentina, on parle une variété de sambenedettese avec des influences du Martinsicuro voisin. Le sambenedettese est, parmi les dialectes du groupe aso-trurentin, l'un des plus conservateurs, restant presque à l'abri des influences du Fermo, de l'Ascoli et des Abruzzes.

## Culture
La commune accueille notamment chaque année l'arrivée de la dernière étape de la course cycliste Tirreno-Adriatico.
De 1994 à 2019, le Festival Ferré a vu se produire sur les scènes des théâtres Pomponi, Calabresi et Concordia, de belles figures : Enrico Medail, Ann Gaytan, Catherine Boulanger, Le Chœur de l’Ile du Cœur, Renée Claude, Mama Béa Tekielski, Noir, Mauro Macario, Bruno Tommaso e Marche Jazz Orchestra, Georges Moustaki, Renato Dibi, Juliette Gréco, Gérard Jouannest, Paco Ibáñez, Céline Caussimon, Nicolas Reggiani, Giovanni Mirabassi, Chantango, Keico Wakabayashi, Lalli, Joan Pau Verdier, Jean Ferrat, Isabelle Aubret, Enzo Nardi, Gilles Droulez, Benjamin Legrand, Gino Paoli, Pippo Pollina, Alessio Lega, Francesco Tranquilli, Gianmaria Testa, Paolo Fresu, Têtes de Bois, Francesco Di Giacomo, Trio ESP, Jane Birkin, Les Anarchistes, Raffaella Benetti, Xavier Ribalta, Francesco Guccini, Dee Dee Bridgewater, Serge Utge-Royo, Ginevra Di Marco, Nanni Svampa, Paola Turci, Victoria Abril, Alberto Patrucco, Luca Faggela, Roberto Freakantoni, Amancio Prada, Peppe Voltarelli, Giulio Casale, Yves Rousseau Sextet, Tiziana Ghiglioni, Bobo Rondelli, Francesco Baccini, Carmine Torchia, Annick Cisaruk, Meed Free Orkestra, Michel Hermon, Mauro Ermanno Giovanardi, Christiane Courvoisier, Eugenio In Via Di Gioia, Scraps Orchestra, Alex Bandini Quartetto, Benjamin Clementine, Sandra Aliberti Trio, Daniela Fiorentino, Céline Pruvost, Giovanni Truppi, Pilar, Bernard Cimon, Daniele Di Bonaventura, Giovanni Ceccarelli, Cali, Steve Nieve, Mario Dondero… Et d’autres artistes encore, italiens pour la plupart, inconnus du public français. Ce sont d’ailleurs des musiciens et chanteurs italiens, grandis avec le Festival, qui ont fait le Revival 2019 en chantant Ferré : Roberto Nardin, Lucio Matricardi, Paolo Cristalli, Rossella Marcantoni et David Martelli, Gerardo Balestrieri. Et les Têtes de Bois, qui saluèrent l’aube sur la plage par un concerto Ferré all’alba : Andrea Satta, Luca De Carlo, Angelo Pelini.

## Sport
La ville dispose de son propre terrain de football, le stade Riviera delle Palme, qui accueille la principale équipe de la ville, la Società Sportiva Sambenedettese.
La ville est aussi la ville d’arrivée et de départ de la dernière étape (la 7e) de la course de cyclisme du Tirreno-Adriatico

## Personnalités liées à la commune
- Olindo Pasqualetti (1916-1996), prêtre, professeur à l'université catholique de Milan, poète de langue latine. Il a passé son enfance à San Benedetto del Tronto.

## Administration
| Période                                  | Période         | Identité           | Étiquette              | Qualité |
| ---------------------------------------- | --------------- | ------------------ | ---------------------- | ------- |
| 28 mai 2006                              | 19 juin 2016    | Giovanni Gaspari   | PDS (jusqu'en 2011)-PD |         |
| 19 juin 2016                             | 17 octobre 2021 | Pasqualino Piunti  | FI                     |         |
| 17 octobre 2021                          | au bureau       | Antonio Spazzafumo | LC                     |         |
| Les données manquantes sont à compléter. |                 |                    |                        |         |

### Communes limitrophes
Acquaviva Picena, Grottammare, Martinsicuro, Monteprandone

### Jumelages
- Chicago Heights,  États-Unis (1977)
- Alfortville,  France (1989)
- Viareggio,  Italie (1993)
- Trinidad,  Cuba (1994)
- Steyr,  Autriche (1995)
- Šibenik  Croatie
- Mar del Plata,  Argentine (1998)